# Turismo en Ecuador
El turismo en Ecuador representa el 4,4% de su PIB en 2023. Es un país con una vasta e inigualable riqueza natural y cultural. La diversidad de sus cuatro regiones ha dado lugar a cientos de miles de especies de flora y fauna. Cuenta con alrededor de 1640 clases de pájaros. Las especies de mariposas bordean las 4.500, los reptiles 345, los anfibios 358 y los mamíferos 258, entre otras. Ecuador está considerado como uno de los 17 países donde está concentrada la mayor biodiversidad del planeta, siendo además el mayor país con biodiversidad por km² del mundo. La mayor parte de su fauna y flora vive en 26 áreas protegidas por el Estado. Así mismo, ofrece atractivos históricos como Quito, gastronómicos y una variedad de culturas y tradiciones.
El país es surcado de norte a sur por una sección volcánica de la cordillera de los Andes, con 70 volcanes, siendo el más alto el Chimborazo, con 6310 m s. n. m. Al oeste de los Andes se presentan el Golfo de Guayaquil y una llanura boscosa; y al este, la Amazonia. Es el país con la más alta concentración de ríos por kilómetro cuadrado en el mundo. En el territorio ecuatoriano, que incluye las islas Galápagos 1000 km al oeste de la costa, se encuentra la biodiversidad más densa del planeta.
El Ministerio de información y Turismo fue creado el 10 de agosto de 1992, al inicio del gobierno de Sixto Durán Ballén, quien visualizó al turismo como una actividad fundamental para el desarrollo económico y social de los pueblos. Frente al crecimiento del sector turístico, en junio de 1994, se tomó la decisión de separar al turismo de la información, para que se dedique exclusivamente a impulsar y fortalecer esta actividad.

## Principales atractivos turísticos naturales

### Islas Galápagos
El archipiélago está conformado por 13 grandes islas volcánicas, 6 islas más pequeñas y 107 rocas e islotes, distribuidas alrededor de la línea del ecuador terrestre. El Archipiélago de Galápagos es una de las mayores atracciones científicas y turísticas del Ecuador; sin lugar a dudas, constituye el atractivo más conocido y famoso del país.
Actualmente la cifra de visitantes a Galápagos llega a cerca de los 200 000 turistas por año.
Las islas Galápagos (también islas de los Galápagos y oficialmente archipiélago de Colón) constituyen un archipiélago del océano Pacífico ubicado a 972 km de la costa de Ecuador. Está conformado por 13 grandes islas volcánicas, 6 islas más pequeñas y 107 rocas e islotes, distribuidas alrededor de la línea del ecuador terrestre.
Administrativamente, las islas constituyen una provincia de Ecuador, cuya capital es Puerto Baquerizo Moreno (oficialmente, también se le denomina Región Insular del Ecuador). El 12 de febrero de 1832, bajo la presidencia de Juan José Flores, las islas Galápagos fueron anexadas a Ecuador. Desde el 18 de febrero de 1973 constituyen una provincia de este país.
Se estima que la formación de la primera isla tuvo lugar hace más de 5 millones de años, como resultado de la actividad tectónica. Las islas más recientes, llamadas Isabela y Fernandina, están todavía en proceso de formación, habiéndose registrado la erupción volcánica más reciente en 2009.
Las islas Galápagos son famosas por sus numerosas especies endémicas y por los estudios de Charles Darwin que le llevaron a establecer su Teoría de la Evolución por la selección natural. Son llamadas, turísticamente, las «islas Encantadas» ya que la flora y fauna encontrada allí es prácticamente única y no se la puede encontrar en ninguna otra parte del mundo. Es por eso que mucha gente las visita y disfruta al conocer a los animales y a las plantas únicas.
Las Galápagos fueron declaradas parque nacional en 1959, protegiendo así el 97,5 % de la superficie terrestre del archipiélago. El área restante es ocupada por asentamientos humanos que ya existían al tiempo de la declaratoria. Para entonces, aproximadamente 1000 a 2000 personas vivían en cuatro islas. En 1972 un censo determinó que 3488 personas vivían en Galápagos, pero en la década de 1980 este número se había incrementado notablemente a más de 20.000 habitantes.
En 1986 el mar que rodea a las islas fue declarado reserva marina. Unesco incluyó a Galápagos en la lista de Patrimonio de la Humanidad en 1978, y en diciembre de 2001 se amplió esta declaración para la reserva marina.
En el año 2007, fueron incluidas en la lista del Lista del Patrimonio de la Humanidad en peligro, debido al turismo masivo y las especies invasoras. El 29 de julio del 2010, las Islas Galápagos fueron retiradas de la lista de patrimonios en peligro de extinción por el Comité de Patrimonios de la UNESCO.
El archipiélago tiene diferentes figuras internacionales que se han aplicado para tratar de garantizar la conservación de Galápagos; entre ellas: reserva de patrimonio natural de la humanidad, sitio Ramsar, santuario de ballenas, reserva de biosfera, etc.
La Estrategia Mundial para la Conservación de la Naturaleza identifica a Galápagos como una provincia biogeográfica prioritaria para el establecimiento de áreas protegidas.
A nivel nacional las figuras de parque nacional y reserva marina, reflejan el compromiso asumido por el Gobierno Ecuatoriano de conservar este importante legado de las futuras generaciones de galapagueños, ecuatorianos y para la humanidad en general.

### Volcán Chimborazo

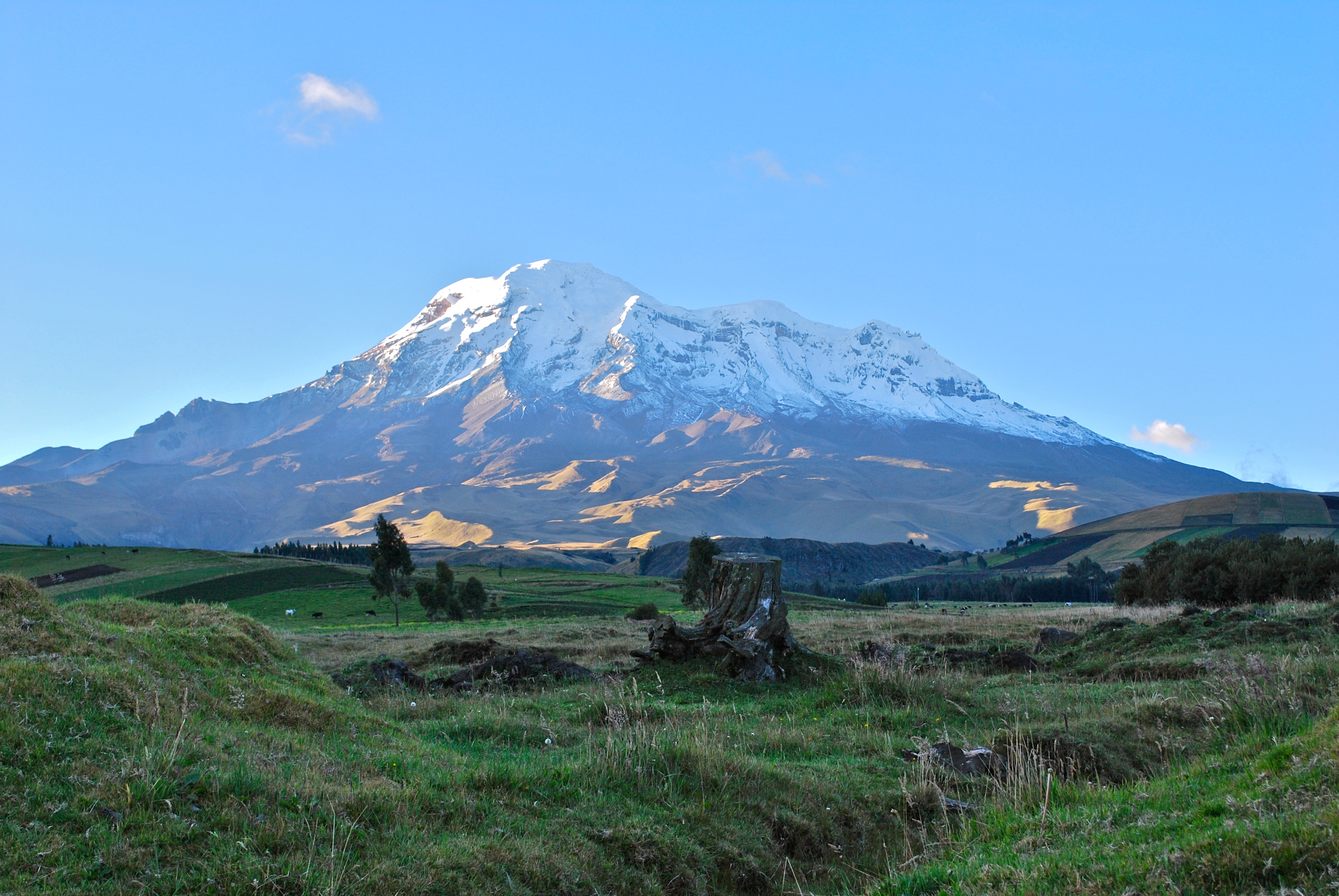
Volcán Chimborazo

El Chimborazo atrae a turistas a Ecuador principalmente por su altitud, siendo el punto más alejado del centro de la Tierra debido al abultamiento ecuatorial. La posibilidad de escalar la montaña más alta de Ecuador y, en cierto sentido, el "punto más cercano al espacio" desde la superficie terrestre, es un atractivo que impulsa el turismo de aventura y expedición hacia la región.
Más allá del montañismo extremo, el Chimborazo también es un destino turístico popular por su belleza escénica y las oportunidades de senderismo para visitantes de todos los niveles. Sus paisajes glaciares, la fauna andina como las vicuñas y las alpacas que habitan en sus faldas, y la posibilidad de disfrutar de vistas panorámicas espectaculares, lo convierten en un lugar para el ecoturismo y la fotografía de naturaleza. La infraestructura turística en los alrededores, que incluye refugios y guías locales, facilita el acceso y disfrute de este entorno natural impresionante.
El Chimborazo es un pilar turístico para Ecuador por su significado cultural e histórico. Ha sido venerado por las comunidades indígenas durante siglos y su presencia es fundamental en el imaginario colectivo del país. La cercanía a ciudades como Riobamba permite a los turistas combinar la aventura en la montaña con la exploración de la rica cultura andina, visitando mercados locales, interactuando con las comunidades y aprendiendo sobre las tradiciones ancestrales.

### Baños
Baños de Agua Santa es famosa por ser una de las ciudades que más turistas atrae en el Ecuador, se encuentra, a 3 horas al sur de Quito y a 1 hora de Ambato.Se ubica estratégicamente en el centro del Ecuador, entre los Andes y la Amazonia ecuatoriana, posee un clima primaveral templado húmedo durante todo el año, con una temperatura promedio de 18 °C, se encuentra en una altura de 1.820 m s. n. m. en las faldas del volcán Tungurahua. La WWF le dio el nominativo a Baños de "Un Regalo para la Tierra". Es el lugar ideal para disfrutar de una gama de actividades y atractivos. Está situado entre los parques nacionales Sangay y Llangantes,
Es también conocida como "La Puerta del Dorado" Y "El Pedacito de Cielo" además ofrece muchas atracciones: se puede visitar la Basílica de la Virgen del Rosario de Agua Santa, se puede visitar las diferentes cascadas, ascender al Tungurahua (volcán) (Tomando las precauciones ya que es un volcán en actividad eruptiva), probar las melcochas (dulces hechos a base de caña de azúcar), hay variedades de artesanías hechas en balsa y de tagua.
Baños de Agua Santa es una ciudad apta para practicar varios deportes de aventura tales como: rafting, kayaking, canyoning, escalada en roca, salto de puentes, paseos a caballo, caminatas ecológicas, canopy, ciclismo de montaña, etc. Posee 5 balnearios municipales con aguas minerales y sulfurosas que van desde las frías de 18 °C, hasta las termales de 55 °C; emergen de las entrañas del volcán Tungurahua. Cuenta con una zona rosa en donde más de 30 peñas, bares y discotecas regalan al turista un ambiente divertido y seguro. En esta ciudad se pueden acceder a más de 80 restaurantes con variada gastronomía nacional e internacional.
Los principales atractivos turísticos que tiene son:
- Balneario de Santa Clara
- Balneario Las Peñas o Modernas
- Piscinas de la Virgen
- Piscinas El Salado
- Cascada Inés María
- Cascada Cabellera de la Virgen
- Cascada de Ulba
- Cascadas de Chamana
- Cascada de Bascún
- Cascada de Agoyán
- Cascada El Manto de la Novia
- Cascadas El Fantasma y El Placer
- Cascada de San Pedro
- Cascada de El Corazón
- Cascada Encañonado del Duende
- Cascada Pailón del Diablo
- Cascada Manto del Ángel
- Cascada de Machay
- Cascada Las Orquídeas
- Cascada San Agustín
- Cascada Refugio de los loros
- Cascada San Miguel
- Cascada Peñón del Tucán
- Cascada Manantial el Dorado
- Cascadas San Francisco y Refugio del Gallo de la Peña
- El Mayordomo
- Zoológico y Acuario de Baños
- Cerro Hermoso
- Parque nacional Llanganates
- Parque nacional Sangay

### Parque nacional Yasuní

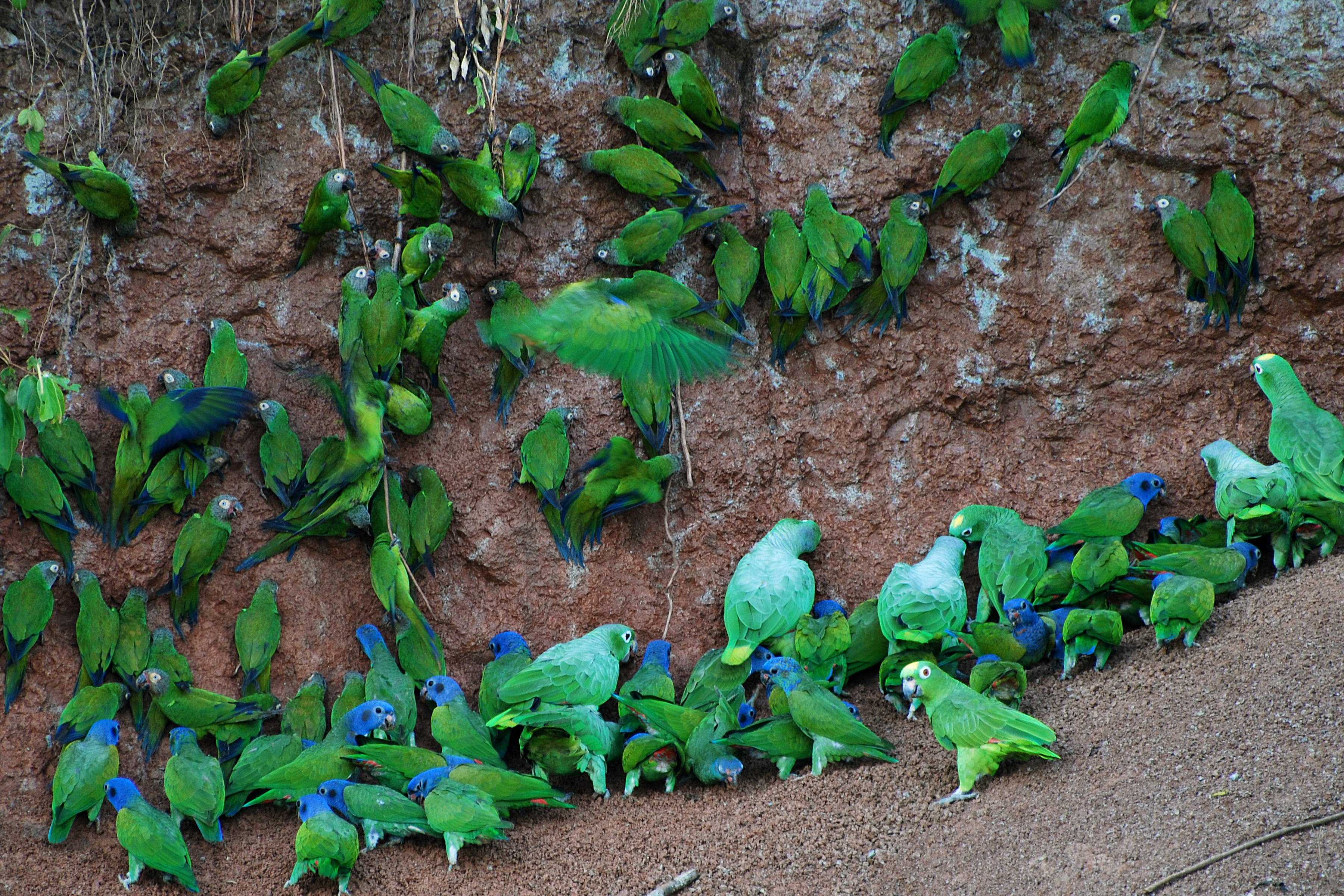
Loros en el parque nacional Yasuní

El parque nacional Yasuní es un parque nacional que se extiende sobre un área de 9820 kilómetros cuadrados en las provincias de Pastaza, y Orellana entre el río Napo y el río Curaray en plena cuenca amazónica a unos 250 kilómetros al sureste de Quito. El parque, fundamentalmente selvático, fue designado por la Unesco en 1989 como una reserva de la biosfera y es parte del territorio donde se encuentra ubicado el pueblo Huaorani. Dos facciones huao, los tagaeri y taromenane, son grupos no contactados.
Está situado en áreas de las subcuencas de los ríos Tiputini, Yasuní, Nashiño, Cononaco y Curaray, tributarios del río Napo, quien a la vez desemboca en el Amazonas. El parque tiene forma de herradura y comprende desde la zona sur del río Napo y norte del río Curaray, extendiéndose por la cuenca media del río Tivacuno. Según un reciente estudio el parque nacional Yasuní y la zona ampliada subyacente se consideran la zona más biodiversa del planeta por su riqueza en anfibios, aves, mamíferos y plantas. Este parque cuenta con más especies de animales por hectárea que toda Europa junta.[cita requerida]
Cabe resaltar que la zona amazónica ecuatoriana es rica en yacimientos de petróleo y que la economía petrolera es el pilar sobre el que se sostiene la economía del Estado ecuatoriano desde la década de 1970. Ante esto, en el año 1998 el gobierno de Jamil Mahuad declaró la zona sur de PNY zona intangible, para proteger a los pueblos no contactados y preservar la reserva de la biósfera lejos de los campos petroleros. Desde el año 2007 alrededor del PNY se ha formulado una propuesta denominada Iniciativa ITT para mantener el crudo bajo tierra aplicando un tipo de compensación económica internacional, la que no ha podido concretarse.
Yasuní es una de las zonas de la Tierra más biodiversas, los estudios hablan de 150 especies de anfibios, 121 de reptiles, 598 especies de aves, entre 169 (confirmadas) y 204 (estimadas) de mamíferos, y en flora se han identificado 2113 especies y se estima que existirían alrededor de 3100.
El término Yasuní, sin conocer su origen lingüístico, significa "tierra sagrada" como es interpretado de manera general por comunidades de la zona.[cita requerida]

### Reserva de Producción Faunística Cuyabeno

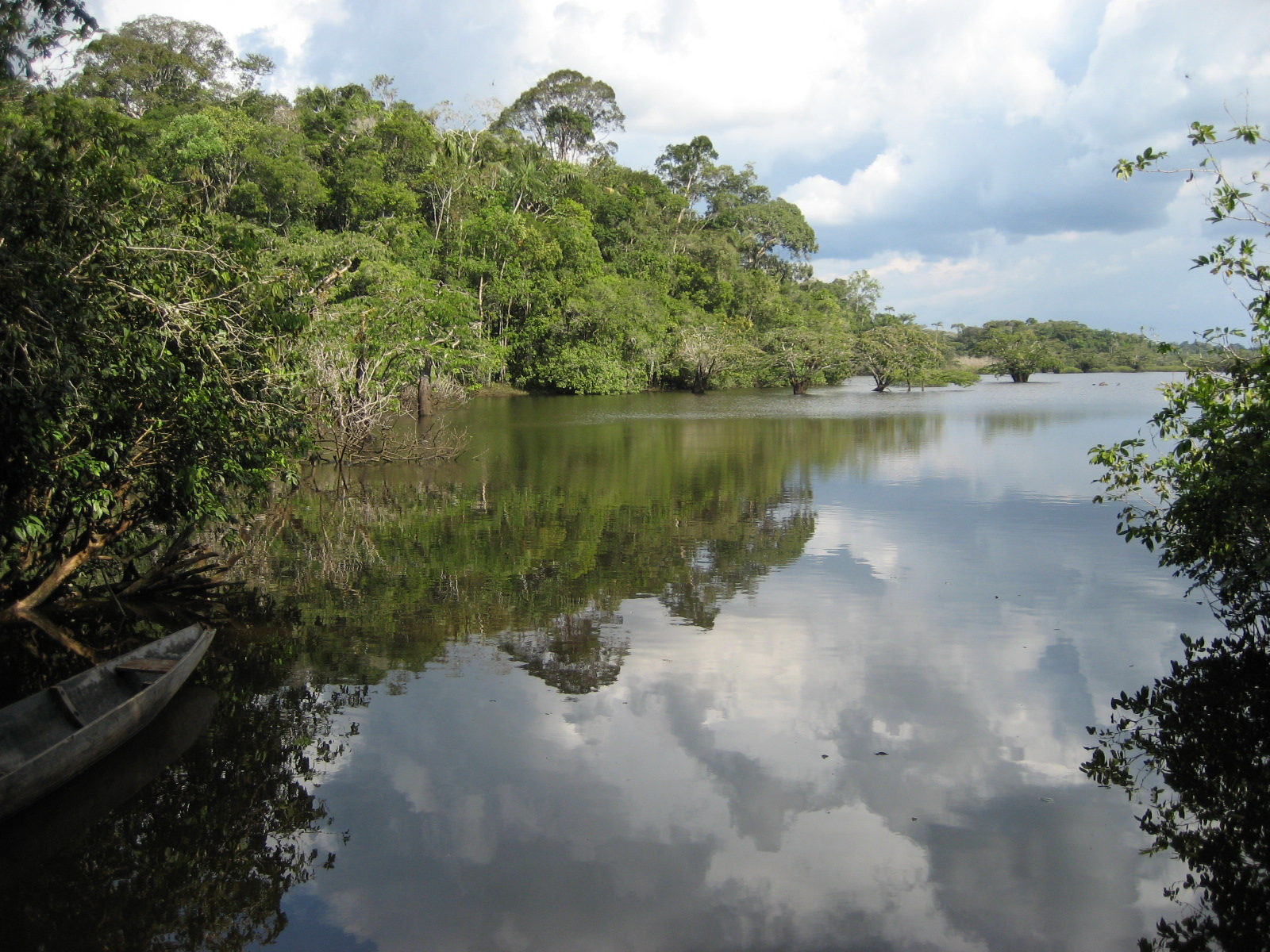
Laguna en el Cuyabeno

La Reserva de Producción Faunística Cuyabeno se encuentra situada en la Provincia de Sucumbíos, en el noreste de la Región Amazónica. Se trata de un lugar con una gran biodiversidad, hábitat de una de las más grandes concentraciones de vida salvaje, tanto en flora como en fauna. Un complejo sistema de formaciones lluviosas, 13 lagunas, ríos y un bosque tropical que hacen de las 603.000 hectáreas un récord en cuanto a los más altos niveles de biodiversidad en el mundo.
El Cuyabeno tiene más de 550 especies diferentes de aves: 60 especies de orquídeas; más de 350 especies de peces; una gran variedad de reptiles como las anacondas, caimanes y tortugas de río. Se estiman en 12 000 las especies de plantas encontradas dentro de la reserva. Y muchas especies de mamíferos, incluyendo el increíble Tapir (Tapirus terrestris). La Reserva también es el hábitat de especies raras, como el mítico delfín rosado de río, el Hoatzin o águila de la región, con su apertura de alas de 8 pies.
Ya que la reserva del Cuyabeno pertenece al Sistema Nacional de Áreas Protegidas, muy pocos operadores de turismo están calificados para trabajar en esta zona. Esta es una razón por la que no se encuentran muchos turistas visitando el área, así que se puede disfrutar la naturaleza y sus magníficos sonidos.
Es un bosque tropical, con precipitaciones entre 3000 y 4000 mm por año, y humedad entre 85 y 95%. De diciembre a marzo tiene una marcada temporada seca; la temporada lluviosa va desde abril hasta julio, y desde agosto a noviembre la lluvia es moderada. La temperatura anual oscila alrededor de los 25 °C.
Muchas comunidades étnicas viven en las orillas de dos ríos muy importantes, el río Alambi y el río La Sierra, en particular, los Cofanes y los Siona-Secoya, ambos legendarios en esta área. La comunidad Siona habita la parte norte de la reserva del Cuyabeno, en Puerto Bolívar y el río Tarapuy.

### Parque nacional Machalilla

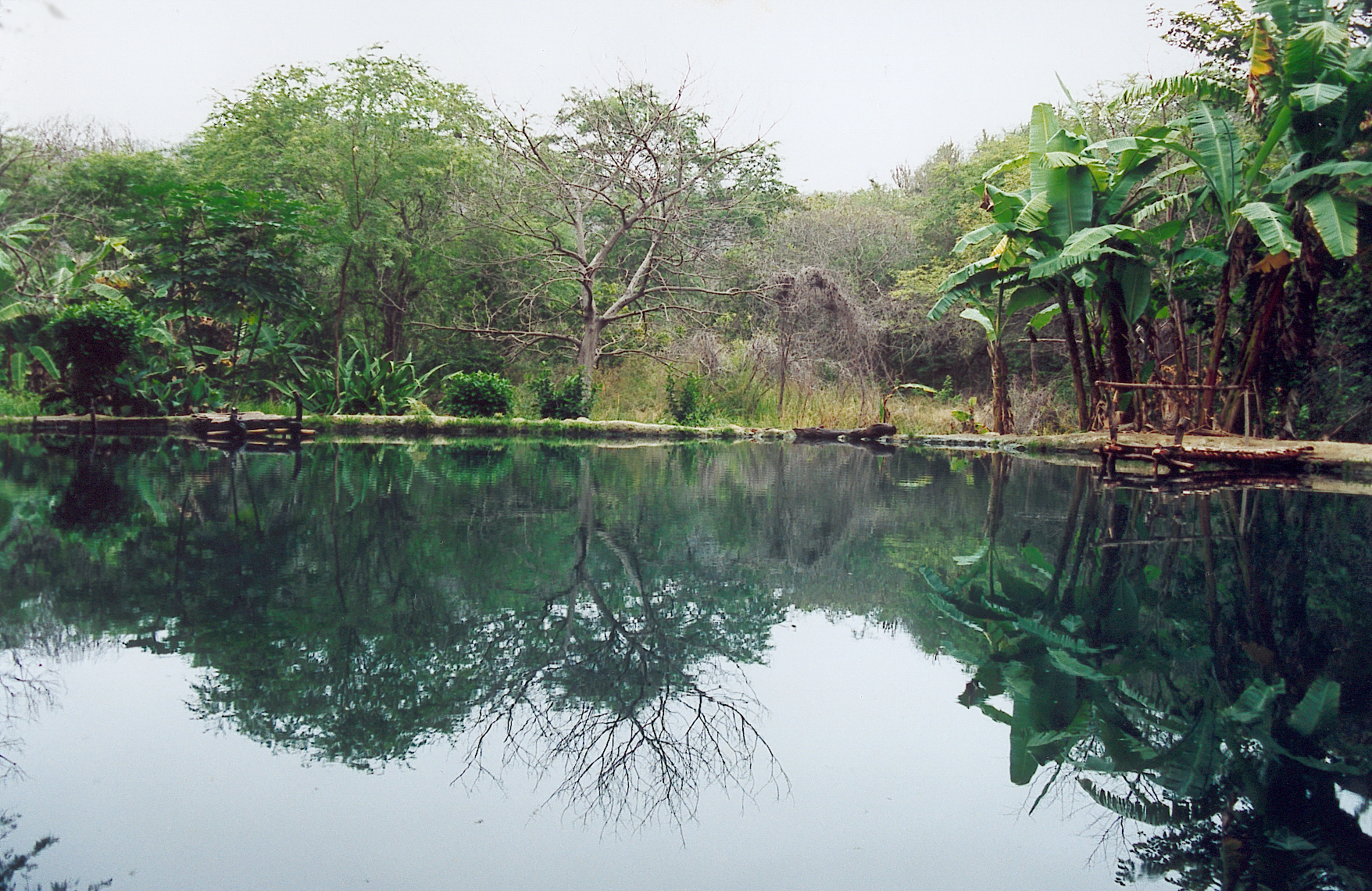
Laguna del parque nacional Machalilla

El parque nacional Machalilla es un parque nacional, ubicado en la costa sur de la provincia de Manabí. En mayo de 1936 se declaró el parque nacional y en 1959 se ratificó el decreto de 1936. Toma su nombre de la antigua cultura precolombina que habitó parte de la zona, Machalilla. Entra sus principales atractivos turísticos se encuentra la isla de la Plata y la playa de los Frailes. La altura de la zona varía de 1 a 1707 m s. n. m., y el clima es seco.
En el parque nacional Machalilla existen cuatro zonas: matorral desértico tropical, monte espinoso tropical, bosque seco tropical y monte espinoso premontano.

### Parque nacional Cajas

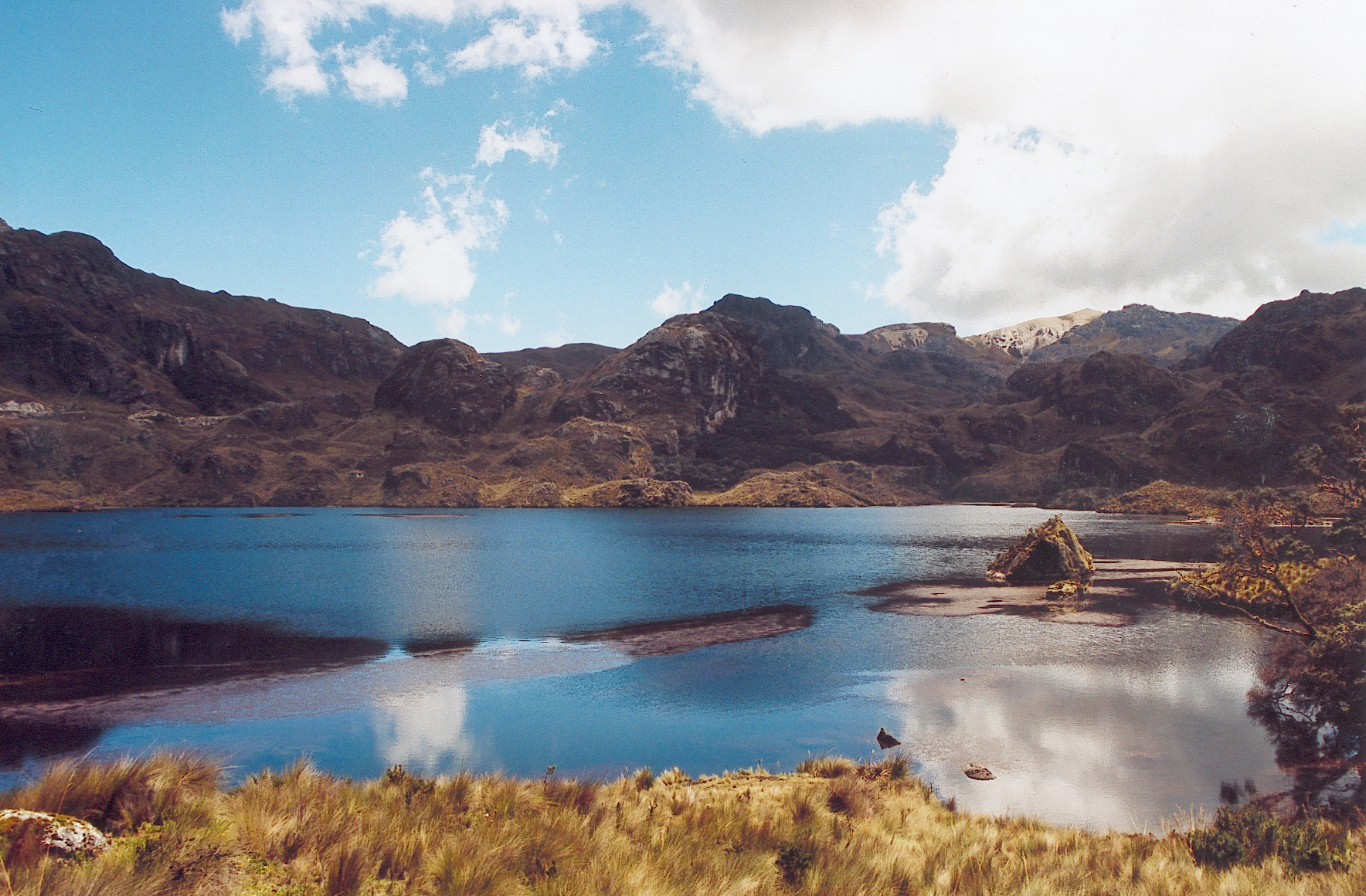
Laguna del Cajas

El parque nacional Cajas está situado en los Andes, al sur del Ecuador, en la provincia de Azuay, a 33 km al noroccidente de la ciudad de Cuenca. Los accesos más comunes al parque inician todos en Cuenca: Desde allí, la vía Cuenca-Molleturo atraviesa en Control de Surocucho en poco más de 30 minutos de viaje; más adelante, esta misma carretera pasa a orillas de la laguna La Toreadora donde están el Centro Administrativo y de Información del parque. Siguiendo de largo hacia Molleturo, por esta vía se conoce el sector norte del Cajas y se serpentea entre varias lagunas mayores y menores.
Para acceder al parque desde la costa, la vía Molleturo-Cuenca es también la mejor opción.
Con el marco fundamental de un ecosistema paramero, existen en el parque 232 lagunas bien definidas ubicadas sobre sus extensos valles; entre las más importantes están Lagartococha, Osohuaycu, Mamamag o Taitachungo, Quinoascocha, La Toreadora, Sunincocha, Cascarillas, Ventanas y Tinguishcocha. Esta gran cantidad de lagunas regula y conserva a los riachuelos de la zona a través de su drenaje; ríos como el Tomebamba, el Mazán, el Yanuncay y el Migüir nacen en el Cajas y abastecen de agua potable a la ciudad de Cuenca; son, a la vez, principales aportadores del Complejo Hidroeléctrico Paute, que provee de electricidad a casi todo el país.
En las alturas de la Cordillera Occidental de los Andes, al oeste de la ciudad de Cuenca, se halla el parque nacional Cajas, formado principalmente por grandes elevaciones que guardan en su interior sistemas lacustres a manera de enormes cajas interconectadas, de allí su nombre, Cajas.
En el área no existe una marcada regularidad del clima; se dan frecuentes heladas y hay presencia permanente de lloviznas (garúa) y neblina.
En el límite oriental del parque se erige un Bosque Pluvial Subalpino (bp-SA), compuesto principalmente por especies arbóreas y arbustos con gran diversidad de orquídeas, helechos y musgos. Se destaca la formación de bosque de Polylepis, qiwuña, "quinoa" o "árbol de papel", el cual tiene entre 8 y 10 m de altura, y crece a la orilla de las lagunas o quebradas y en lugares rocosos y es la única especie de árbol por encima de 4 000m s. n. m. En el límite occidental, abundan las especies maderables.
Se encuentran venados de cola blanca, oso de anteojos, puma, ocelotes, venados del páramo, conejos de páramo y el tapir andino. Las aves más importantes son el caracara, el cóndor, el tucán andino, patos y colibríes. El ratón de agua de Cajas es una especie endémica de parque. Al igual que la norteña reserva ecológica de El Ángel, las lagunas del Cajas son reconocidas y muy concurridas por sus truchas.
Atractivos:
Laguna de Lagartococha: En sus orillas es posible acampar y el lugar es muy concurrido para la pesca deportiva. Al lado de Lagartococha está situada la "Cueva de los Muertos", llamada así porque viajeros de hace más de un siglo habrían perecido en el sitio víctimas del paludismo.
Avilahuayco: Hace las veces de un mirador natural o atalaya; el panorama que ofrece desde su cumbre es muy atractivo ya que desde allí se observan "las cajas" que dominan toda la zona.
Loma de Tres Cruces: Es una de las partes más altas del parque donde se encuentra la divisoria de aguas entre aquellas que van hacia el Amazonas y las que avanzan hacia el Pacífico. El Camino de García Moreno cruza por allí y la tradición cuenta que debe su nombre a los muchos muertos que intentaron pernoctar el lugar en su viaje desde la costa, pero que por el intenso frío de la noche no lograron ver el amanecer.
Laguna Taitachungo (Mamamag): Partiendo de la Toreadora hay algunos senderos que conducen a ella. Desde aquí se puede seguir un trecho del Ingañán o Camino del Inca hacia la cueva de Luspa. En Mamamag se han encontrado otros restos de construcciones preincaicas representados por gradas de piedra y cimientos de algún tipo de edificación, presumiblemente cuartos para pernoctar; más que viviendas, estas construcciones parecen haber servido de tambos, refugios de viaje, dado que el sitio es clave para el paso hacia la costa.

### Parque nacional Cotopaxi

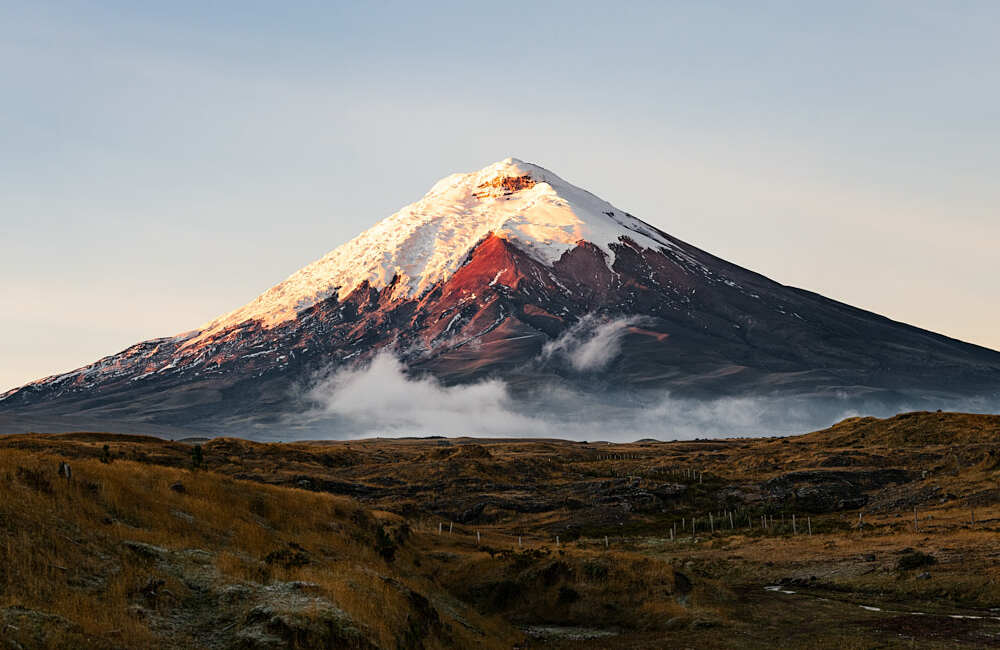
Volcán Cotopaxi

El parque nacional Cotopaxi es un área protegida, situada en el límite de las provincias de Pichincha, Cotopaxi y Napo en Ecuador, y que incluye en su espacio al Volcán Cotopaxi.
Su ecosistema alberga varias especies arborícolas, sobre todo de pinos, lo que convierte al lugar en un sitio único en Sudamérica ya que recuerda más a un bosque alpino que a un bosque de los Andes.
El Parque, está comunicado con Quito por la carretera Panamericana, de cuatro carriles, que permite el viaje desde esa ciudad al parque en aproximadamente una hora y cuarto. Una alternativa es el tren, que parte igualmente desde Quito, y que tarda una hora y media en llegar a la estación del parque, otra alternativa sería ingresando a la ciudad de Machachi, dirigiéndose al Barrio Santa Ana del Pedregal, en donde pueden visitar algunas hosterías.
Tiene una superficie de 3400 - 5897 m s. n. m.. Su temperatura varía de 0 °C a 20 °C; con un promedio anual de precipitaciones de 500 a 1500 mm.
Quedan muchos bosques tupidos ya que el resto ha sido destruido por incendios o para sembrar gramíneas. Existen páramos extensos con paja de páramo que es la gramínea predominante en la región a medida que se asciende aparecen plantas representativas como chuquiragua, alchemila, colonias de plantas en forma de almohadillas, musgos, líquenes, romelio, quishuar o árbol de dios, mortiño. que es un fruto duro muy utilizado; en la nieves perpetuadas no existe vegetación.
Fauna: lobos, pumas, osos, venados, conejos, cóndores, caballos salvajes y zorros.
Geología: lagunas naturales, senderos, nevado Cotopaxi.
Infraestructura: cabañas, centro de alta montaña, centro de acampado, centro de viajeros, refugios de montañistas.
Arqueología: Ruinas de ciudadela de los puruháes.
Astronomía: Centro de Levantamientos Integrados de Recursos Naturales por Sensores Remotos (CLIRSEN)

### Volcán Quilotoa

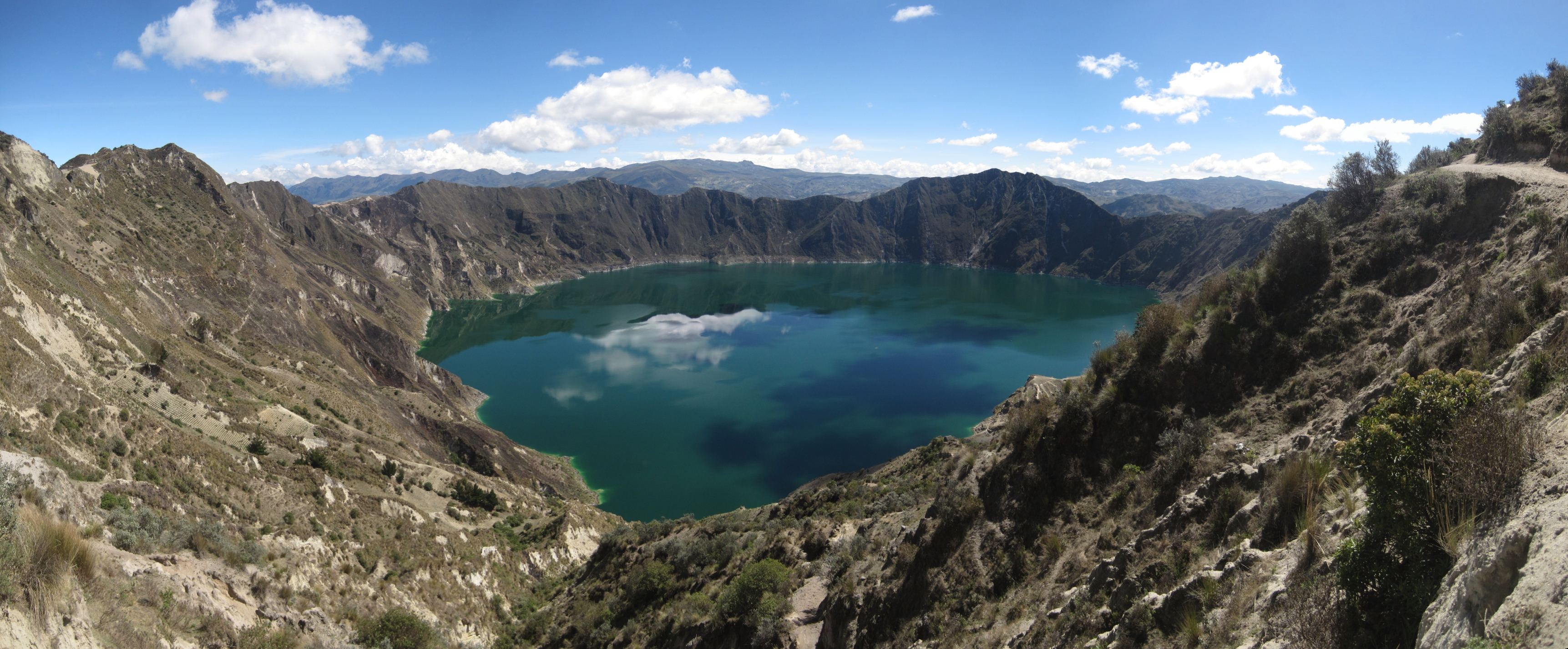
Cráter del Quilotoa

Quilotoa es una caldera llena de agua y el volcán más occidental de los Andes ecuatorianos. Los 3 kilómetros de ancho caldera se formó por el colapso de este volcán dacita después de una catastrófica erupción VEI-6 hace unos 800 años, lo que produjo flujos piroclásticos y lahares que alcanzaron el océano Pacífico y se extendió en el aire un depósito de ceniza volcánica a lo largo de los Andes del Norte. La caldera ha acumulado una profundidad de 250 m del lago del cráter, que tiene un color verdoso, como resultado de los minerales disueltos. Fumarolas se encuentran en el fondo del lago y las aguas termales se producen en el flanco oriental del volcán.
Quilotoa es un sitio turístico de creciente popularidad. La ruta de la "cumbre" (el pequeño pueblo de Quilotoa) es generalmente viajada en un camión contratado o en autobús desde la localidad de Zumbahua a 17 km al sur. Los visitantes deben pagar dos dólares, cada uno a mirar desde el borde de la caldera. Una serie de Hostales simples se han desarrollado en el área inmediata, y ofrecen servicios tales como mulas y guías para la caminata de cinco horas alrededor de la caldera (cuyo diámetro es de unos 9 km), media hora caminata hacia abajo (y 02.01 horas caminata de regreso hasta el ascenso de 400 metros verticales), y el alojamiento muy básico en su cuenco. Se permite acampar en la parte inferior del cráter, pero no hay agua potable (excepto botellas de medio litro vendidas en el albergue), y sólo un inodoro solo pozo, ubicado en el albergue.

### Parque nacional Podocarpus

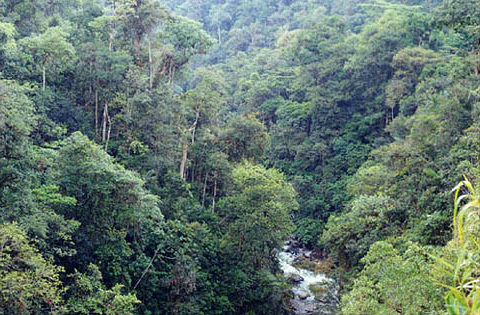
Bosque que rodea al río Bombuscaro

El parque nacional Podocarpus es un parque nacional ubicado en las provincias de Loja y Zamora Chinchipe, en el sur oriente del Ecuador. Fue instaurado el 15 de diciembre de 1982. El parque es una zona de megadiversidad y una zona de alto grado de endemismo debido a su ubicación entre sistemas biológicos diversos.
Se extiende sobre 146 280 km²; en las dos estribaciones de la Cordillera Oriental de Los Andes hasta las cuencas de los ríos Nangaritza, Numbala y Loyola. Cerca del 85 % del parque está en la provincia de Zamora Chinchipe y cerca del 15 % en la provincia de Loja.
El parque nacional se estableció con el fin de proteger al bosque más grande de romerillos en el país, compuesto por tres especies del género Podocarpus, la única conífera nativa del Ecuador.
Dentro del parque se ha desarrollado un medio biológico único, representando especialmente por la avifauna única en el área.
El parque nacional Podocarpus alberga un complejo de más de 100 lagunas, una de las más conocidas son las Lagunas del Compadre. También hay cascadas, cañones y varias clases de mamíferos y plantas.
Para acceder al parque existen dos entradas principales correspondientes a sus zonas biogeográficas, la una está en el Sector Cajanuma en la zona biogeográfica alta. La otra está en el Sector Bombuscaro, correspondiente al río Bombuscaro en la zona biogeográfica baja. Además existen dos accesos alternativos en la zona biogeográfica alta de la provincia de Zamora Chinchipe, el uno está en el Sector Romerillos, correspondiente al río Jamboé y otro menos conocido ingresando por el Cerro Toledo desde la vía Yangana-Valladolid.
El parque posee una flora excepcional, ha sido considerado el Jardín Botánico de América  pues está situado en el territorio donde se sobreponen los centros de endemismo de los Andes del Norte y Tumbes.
En sus ecosistemas de bosques húmedo montano y montano bajo, localizados en el Nudo de Sabanilla, así como de los bosques muy húmedo montano y premontano en la cuenca del río Numbala, hay más de 4000 especies de plantas entre las que se destacan árboles que pueden medir hasta 40 metros como el romerillo, del cual lleva el nombre el parque, y muchas otras valiosas como la cascarilla, denominado el árbol nacional del Ecuador, y una variedad infinita de orquídeas.
Existen diferencias puntuales entre la vegetación de los páramos de la zona y del norte del país, básicamente porque se encuentran más bajos, en las crestas de las montañas y en la zona de transición de un verdadero páramo que no se desarrolla a plenitud, debido a la poca elevación del terreno. Entre las principales especies encontradas en la región están la chilca, laurel, aguacolla, uvilla, sauco negro, pumamaqui, sapan, arrayán, cashoco, aliso, acacia, salvia, guato blanco, cedro, higuerilla, nogal, yumbingue y canelón.
Hay más de 560 especies de aves que se registran en el parque. Este representa 40 % de las aves de ecuador y 6 % de aves mundiales. Por eso, está notado como un área importante para conservación de aves. También hay 46 especies de mamíferos incluyendo oso de anteojos
(Tremarctos ornatus), tapir andino (Tapirus pinchaque), ratón marsupial común (Caenolestes fuliginosus), zorro hediondo (Conepatus semistriatus), ciervo enano (Pudu mephistophiles)
Para visitar este lugar existen cuatro senderos: Oso de Anteojos de 400 m con una pendiente moderada y de fácil acceso; el bosque nublado, de 750 m; El Mirador con 1,5 km son de nivel medio. Adicionalmente para excursiones de un día, se puede continuar el circuito por el sendero El Mirador con un recorrido de 3,5 km. Para retornar hasta el refugio, pero algunas partes de este sendero son difíciles por lo que se debe extremar la seguridad en el camino. Además, hay senderos largos donde se necesita hacer acampada.
Loja es la ciudad más cercana con aeropuerto, pero Zamora también queda cerca. De Loja se tarda 25-40 minutos para llegar a 3 de las 4 entradas, y 2 horas para llegar a la entrada Vilcabamba.

### Mindo
Mindo es una parroquia ubicada en el norte del Ecuador y una de las dos Parroquias del cantón San Miguel de Los Bancos en la provincia de Pichincha, a unos 80 km al noroeste de Quito.
La cabecera parroquial es un pequeño poblado ubicado a 1250 m de altura, la región en total posee unos 2500 habitantes que se dedican a la cría de ganado, agricultura, y turismo. La temperatura en la zona oscila entre 15 °C - 24 °C durante todo el año. Las lluvias son comunes, pero durante los meses de junio a noviembre el clima se torna más seco.
Mindo es especialmente renombrado por sus bellezas naturales que convocan a amantes de naturaleza atraídos por su flora excepcional y fauna. Está localizado en un valle, del cual unas 19,000 hectáreas están protegidas en lo que se denomina el Bosque Protector Mindo Nambillo, ecosistema en el cual habitan unas 500 variedades de aves y 90 especies de mariposas. Igualmente en el parque de reserva de Mindo se han identificado más de 170 especie de orquídeas y abundan bromelias, heliconias, helechos, vides, musgos y líquenes.
Entre 2001 y 2002 Mindo fue protagonista mundial por la movilización y actividades de protesta de lugareños y ecologistas, dentro del Ecuador así como en diversos países de Europa, EUA, India y Australia, para impedir la construcción de un oleoducto por la OCP Ecuador S.A que atraviesa ahora la región pues dichas actividades no tuvieron éxito. A pesar de la oposición de los lugareños y de los ecologistas el oleoducto fue construido e inició operaciones en noviembre del 2003 y hasta el 2010 transportó aproximadamente 375 millones de barriles de crudo pesado de varias empresas petroleras que tiene actividades en el Ecuador según señala la mencionada empresa.

## Principales atractivos turísticos culturales

### Centro Histórico de Quito

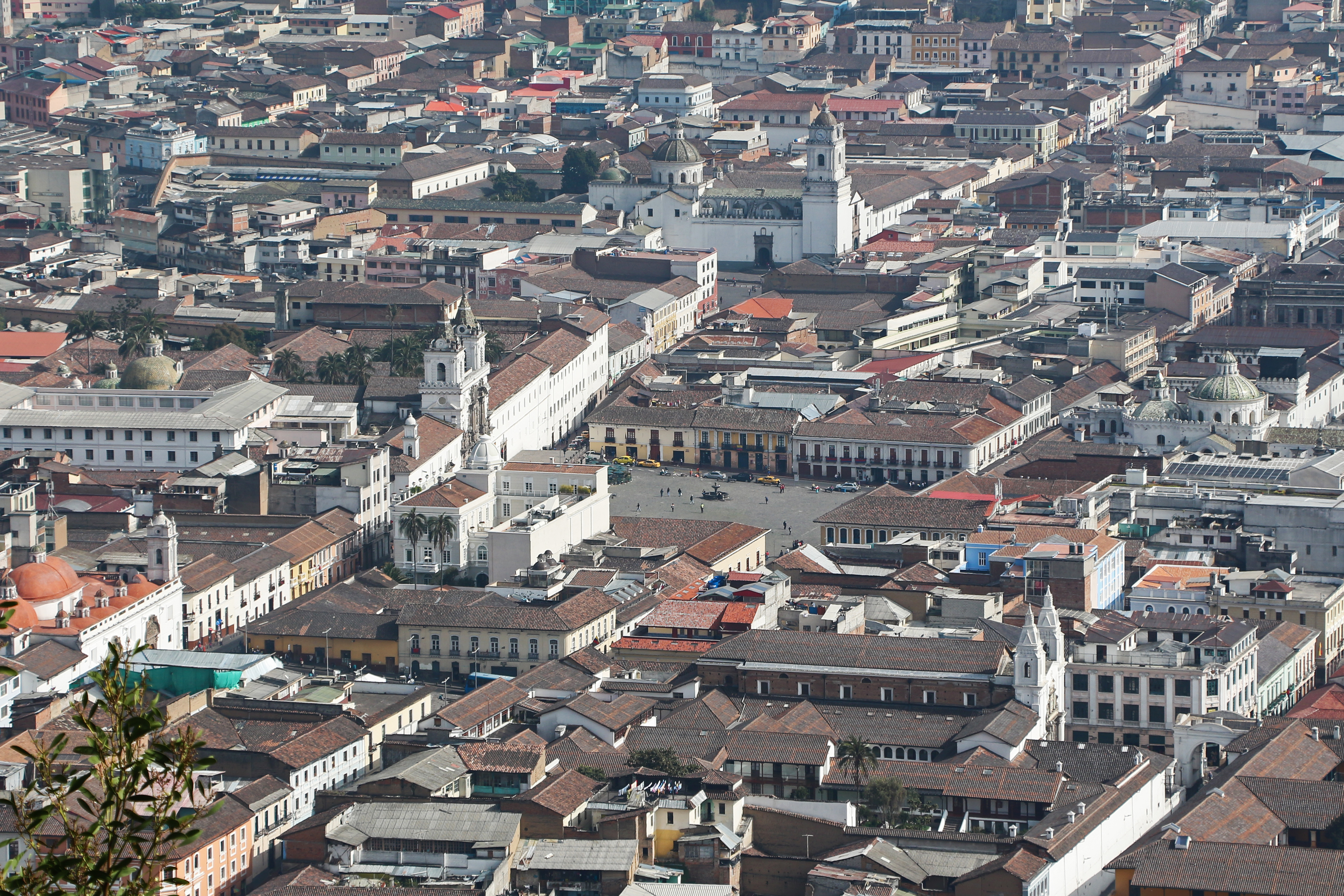
Quito, Primer Patrimonio Cultural de la Humanidad.

San Francisco de Quito es la ciudad capital del país y también de la provincia de Pichincha. Además es cabecera del área metropolitana que la forma, conocida como Distrito Metropolitano de Quito.
La estructura moderna se mezcla con la colonial donde los residentes nacionales y los visitantes extranjeros encuentran siempre un lugar para trabajar, gozar y recordar. Además, la ciudad está rodeada por los volcanes Pichincha, Antisana, Cotopaxi, y Cayambe que conforman el contorno andino majestuoso. Quito esta colmada de significados que la identifican y definen, ocupa laderas o baja a los valles, serpentea a través de callejones y se abre en amplias avenidas; zigzaguea, sorteando colinas y quebradas. Por esta belleza física, sus tradiciones, rincones de misticismo y leyendas vigentes, es considerada "Relicario del Arte en América". Estas fueron las características principales para que, en noviembre de 1978, Quito fuera declarada por la UNESCO "Patrimonio Cultural de la Humanidad".
En los últimos años el turismo ha crecido enormemente en la ciudad y ha significado un nuevo rubro en los ingresos de capital. La mayoría de extranjeros que visitan Quito proceden de los Estados Unidos y pertenecen a una población generalmente joven, cuyo promedio de edad no alcanza los 28 años. También visitan la ciudad europeos provenientes de Italia, Francia o Alemania. Hace unos años la mayoría de turistas que se quedaban en la ciudad unos días lo hacían porque su destino principal era el Archipiélago de Galápagos pero en la actualidad eso ha cambiado. Dentro de las principales anotaciones que destacan los turistas están la amabilidad de la gente quiteña, la majestuosidad de un paisaje lleno de volcanes nevados, y el frío húmedo de montaña, que extraña mucho a los extranjeros pues se acompaña de una sensación térmica muy baja sobre todo por las noches.
En el año 2008 Quito, se inició en la sección de viajes del New York Times. Este diario publicó su tradicional lista de las 53 ciudades que los norteamericanos podrían visitar y por primera vez Quito fue incluida. El sitio web de ese conocido diario presentó a Quito como uno de los mejores y más recomendables destinos turísticos del mundo. “El crecimiento turístico fue del 12% anual, cuando el promedio antes del 2002 era de tan solo del 8%”, sostiene una publicación del Cabildo. La capital vive sus fiestas y, heredera de una rica historia y cultura, muestra su legado a quienes la recorren.
Por otra parte, en el turno de Quito en los medios de comunicación, “Pasaporte hacia América Latina con Samantha Brown” que se estrenó en el verano y continúa en el aire fue tal vez el mayor logro en televisión para la ciudad. Samantha Brown dijo del Ecuador que era “el lugar perfecto para visitar cuando se quiere descubrir América del Sur”. La ciudad también recibió a un equipo de las cadenas estadounidenses CBS y NBC recientemente. Además ha recibido reseñas tremendamente entusiastas de publicaciones como Condé Nast Traveller, Frommer’s ‘Top Destinations for 2008’ (Los mejores destinos para 2008 de Frommer’s), la revista Nexos de American Airlines, la revista Geographical, el diario San Francisco Chronicle, y la revista alemana Merian entre otros.

### Ciudad Mitad del Mundo

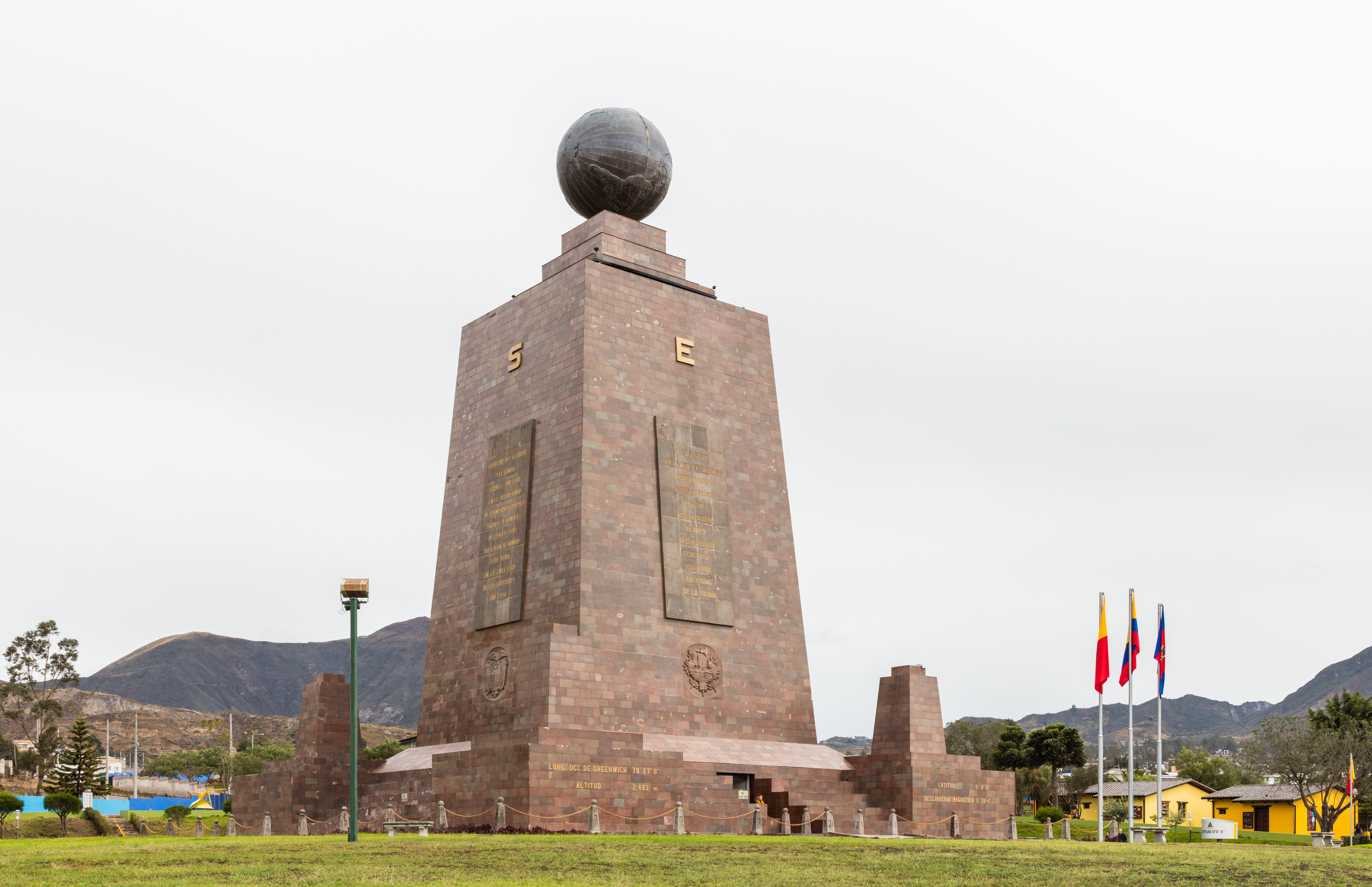
Monumento a la Mitad del Mundo que determina la ubicacíon de la línea ecuatorial y que conmemora la misión geodésica del que llevó a cabo las mediciones

La Ciudad Mitad del Mundo es un terreno propiedad de la prefectura de la provincia de Pichincha, Ecuador. Está situado en la parroquia de San Antonio del Distrito Metropolitano de Quito, al norte del centro de la ciudad de Quito.
En el terreno se construye la sede de la Unión de Naciones Suramericanas, también se encuentra el Museo Etnográfico Mitad del Mundo, un museo sobre la etnografía indígena de Ecuador. Entre 1979 y 1982 fue construido un monumento de 30 metros de altura para marcar el punto donde se creía que el Ecuador atravesaba el país en aquel momento. De hecho, se trazó una lista desde el centro de la escalera que da al este, atravesando la plaza para marcar el ecuador.
Sin embargo, realmente toda la estructura se encuentra a 240 m al sur del verdadero ecuador, que no fue ubicado hasta época recientemente, mediante la aparición de la tecnología GPS.
El monumento piramidal, con cada lado apuntando a una dirección cardinal, está rematado por un globo de 4,5 m de diámetro y 5 toneladas. Dentro del monumento hay un pequeño museo que muestra elementos de la cultura indígena de Ecuador, como vestimenta, descripciones de los diversos grupos étnicos, y muestras de sus actividades. Mitad del Mundo contiene otras atracciones como un Planetario, y en la Plaza Central se realizan varias representaciones musicales y culturales. Una pequeña ciudad que rodea el monumento en torno al Museo Etnográfico actúa como centro turístico, ofreciendo una réplica de una ciudad colonial española llamada "Ciudad Mitad del Mundo".

### Centro Histórico de Cuenca

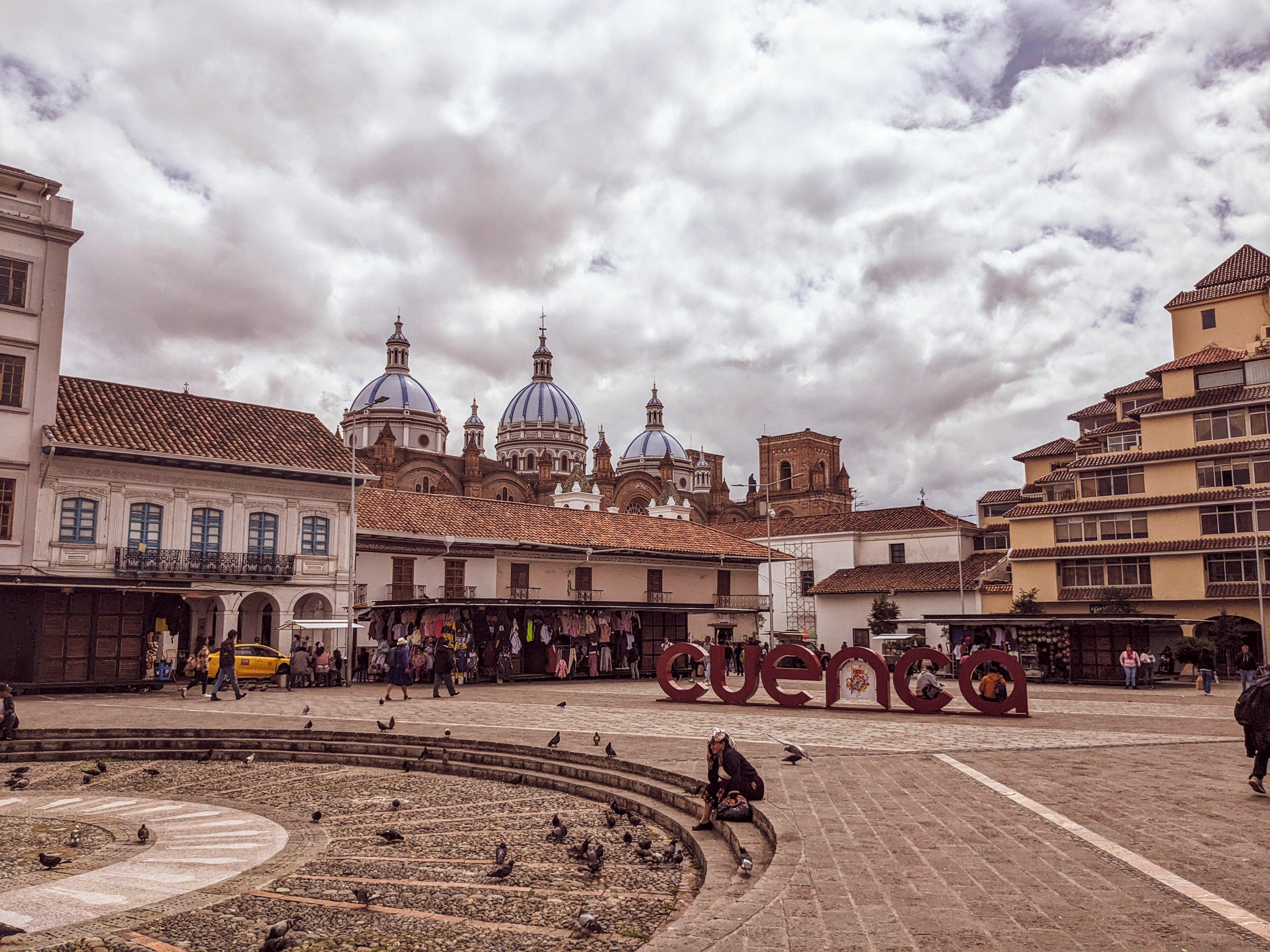
Centro histórico de Cuenca

Cuenca es una ciudad del centro sur del país, es la capital de la provincia del Azuay y de la Región 6. Está situado en la parte meridional de la Cordillera andina ecuatoriana. Su Centro Histórico fue declarado Patrimonio de la Humanidad por la Unesco en el año 1999. Es llamada la Atenas del Ecuador por su majestuosa arquitectura, su diversidad cultural, su aporte a las artes, ciencias y letras ecuatorianas y por ser el lugar de nacimiento de muchos personajes ilustres de la sociedad ecuatoriana. Sombreros hechos a mano son una especialidad en el Ecuador y se venden a los turistas de todo el mundo que visitan Cuenca.
En el centro de la ciudad se ubican importantes vestigios históricos: museos e iglesias antiguas (como la Catedral de la Inmaculada Concepción, una de la más grandes y hermosas de América, y otras más que datan de los siglos XVI y XVII), calles adoquinadas y casas con fachadas de estilo republicano que hacen notar las diferentes influencias europeas con característicos balcones y cielorrasos tallados artísticamente y otros forjados en latón pintados.
La ciudad es además conocida como la "Cuenca de los Andes" o la "Atenas del Ecuador" por ser cuna de poetas y hombres ilustres que han dejado en alto el nombre de esta ciudad, como el Miguel Vélez, Gaspar Sangurima, Santo Hermano Miguel, Honorato Vázquez, Remigio Crespo Toral, entre otros personajes como Abdón Calderón Garaicoa, Antonio Borrero. En Cuenca también existen numerosas organizaciones culturales.
También goza de una extensa variedad de programas culturales y tradicionales a lo largo del año como la fiesta del Corpus Christi que es celebrada en junio y la Fiesta de los Fieles Difuntos que se celebre en el Ecuador a nivel nacional el día 2 de noviembre y se hace una sola festividad con las festividades del 3 de noviembre durante las fiestas de conmemoración de la independencia, en la cual se realiza un certamen patrocinado por el Municipio en el que se elige a la "Chola cuencana" del año que presidirá la Fundación del mismo nombre, entidad que impulsa varias obras sociales en las parroquias rurales. Otra gran festividad carga de tradición es el Pase del Niño Viajero que se realiza el día 24 de diciembre en las calles del Centro Histórico (aunque muchas personas también lo realizan durante el transcurso de los meses de diciembre y enero, llegando en algunas ocasiones hasta febrero), en el que niños disfrazados de personajes de la Biblia, pastores, mayorales, cholas, gitanas, y otros, recorren las calles, organizados por familias, comunidades educativas, barriales, religiosas y parroquiales.
En Cuenca existen numerosos museos, entre los que se pueden destacar:
- Museo de Tierra y Artes del Fuego. Se sitúa en la "Casa de Chahuarchimbana", uno de los edificios patrimoniales de la ciudad. Su nombre significa “Lugar menos profundo del río”, por situarse en uno de esos puntos, a la orilla del río Yanuncay, uno de los 4 ríos que cruzan la ciudad.
- Museo del sombrero de paja toquilla, (Carludovica palmata) también conocidos como "Sombrero Panamá". Cuenca se sitúa entre los principales fabricantes de este tipo de sombrero.
- Museo Municipal de Arte Moderno. Funciona en un edificio construido en 1876. Esta edificación funcionó como hogar de reclusión para alcohólicos, cárcel de varones y escuela, entre las más importantes funciones que cumplió la antigua Casa de la Temperancia.
- Museo de la Antigua Catedral.
- Museo de los Culturas Aborígenes. Cuenta con más de 8.000 piezas arqueológicas.
- Museo de la Cerámica.
- Museo de los Metales.
- Museo del Banco Central. Data de los inicios de los años 80.
- Centro de Artes Populares Interamericano. Museo del CIDAP. Fundado en el 2004, el museo posee cerca de 7.000 piezas de colección, que comprenden artesanías de varios países latinoamericanos.
- Museo de la Identidad Cañari.
- Museo Casa de la Cultura Núcleo del Azuay. Fundado en 1945.
- Museo de Historia de la Medicina Guillermo Aguilar Maldonado. Funciona en la antigua Escuela de Medicina de la Universidad de Cuenca.
- Museo Remigio Crespo Toral. Cuenta con más de 18.000 piezas arqueológicas y cerca de 700 piezas de arte colonial.
- Museo de Jefferson Pérez. Tiene más de 200 fotos del nombrado campeón olímpico, ganador de la medalla de oro en los Juegos Olímpicos de 1996.

Cuenca tiene las aguas termales de Baños de Cuenca, con su comida típica, los cuyes asados. Para la vida nocturna la Calle larga tiene muchos bares, discotecas, posadas y cybers. Además es recomendable visitar el barranco donde se puede apreciar el río Tomebamba, los cantones vecinos como Chordeleg famoso por sus joyas, Gualaceo con sus únicos paisajes y las delicias de su comida típica, Girón con su bella cascada.

### Centro histórico de Guayaquil

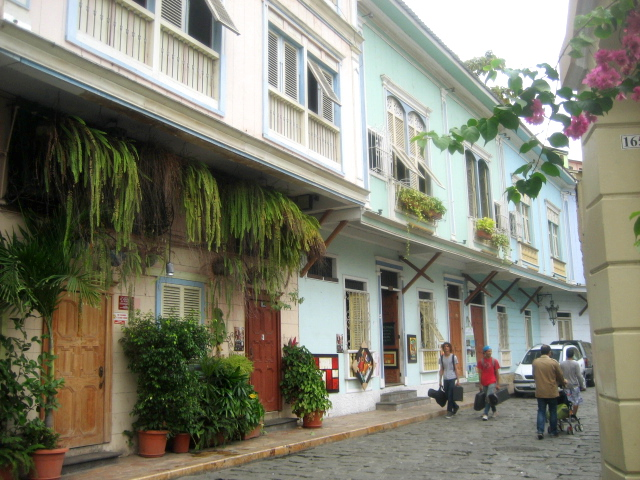
Barrio Las Peñas en Guayaquil

Guayaquil, la principal ciudad portuaria de Ecuador, presenta una diversidad de atractivos turísticos que abarcan su desarrollo histórico, cultural y natural. El Malecón 2000, un paseo marítimo de 2.5 kilómetros a lo largo del río Guayas, constituye un eje central de la oferta turística. Este complejo urbano integra jardines botánicos, espacios culturales como museos y galerías, zonas comerciales y gastronómicas, además de monumentos emblemáticos como La Rotonda, que conmemora el encuentro entre Simón Bolívar y José de San Martín. Adyacente a este se encuentra el Barrio Las Peñas, un distrito histórico caracterizado por su arquitectura tradicional y calles adoquinadas, que culmina en el Faro y la Iglesia de San Vicente en la cima del Cerro Santa Ana, ofreciendo vistas panorámicas de la urbe y el estuario.
El centro histórico de Guayaquil alberga sitios de interés que reflejan su patrimonio. El Parque de las Iguanas (Parque Seminario), un espacio verde reconocido por su población de iguanas terrestres en libertad, se ubica contiguo a la Catedral Metropolitana de Guayaquil. La Plaza de la Administración congrega edificaciones de relevancia institucional como el Palacio Municipal y el Gobierno Provincial. Asimismo, el Museo Antropológico y de Arte Contemporáneo (MAAC) ofrece exposiciones permanentes y temporales que exploran el arte precolombino y la producción artística contemporánea de Ecuador, contribuyendo a la comprensión de la evolución cultural de la región.
Complementando la oferta urbana, Guayaquil integra espacios dedicados a la conservación y exhibición de su biodiversidad y tradiciones. El Parque Histórico de Guayaquil es un espacio que recrea ambientes arquitectónicos, costumbres y ecosistemas propios de la costa ecuatoriana, dividiéndose en zonas de vida silvestre, tradiciones y urbana. Adicionalmente, en las proximidades de la ciudad, áreas protegidas como la Reserva de Producción de Fauna Manglares El Salado permiten la observación de ecosistemas de manglar y su fauna asociada, consolidando a Guayaquil como un destino que combina elementos de interés urbano, histórico, cultural y natural.

### Complejo arqueológico Ingapirca

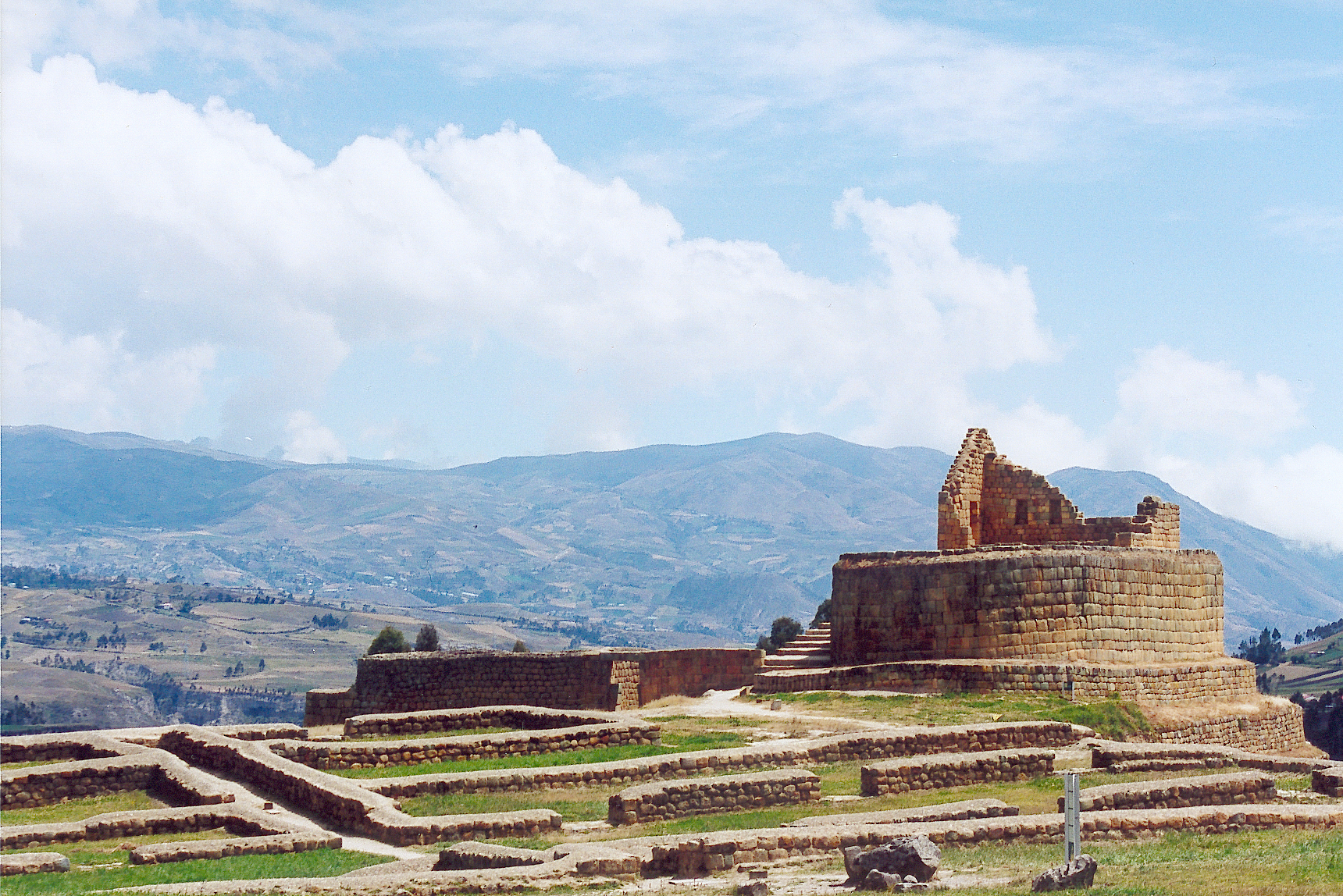
Ingapirca: el “Templo del sol”.

La Fortaleza de Ingapirca es la más importante construcción arqueológica del Ecuador, de origen inca, está ubicado en la provincia del Cañar, a 3120 m s. n. m., y a 16 km de la ciudad de Cañar. Es un observatorio del sol y la luna. Ingapirka es una palabra quichua que significa Muro del Inca. Es una construcción auténticamente incásica, a pesar de que este nombre se haya utilizado en designar diversas ruinas prehispánicas, sin que necesariamente su origen tenga que ver con la cultura incásica.
El conjunto de vestigios arqueológicos de Ingapirca, es conocido desde mediados del siglo XVIII, y al valle del Cañar en el que se encuentran estos aposentos, se lo denominaba en el siglo XVI como provincia de Hatun Cañar (quichua: Hatun Kañar).
No se sabe a ciencia cierta cuáles fueron los fines para los que fue construido este edificio de origen Inca-Carari, el único criterio en el que coinciden varios historiadores y arqueólogos es que fue construido bajo las órdenes exclusivas del inca Huayna Cápac, durante las campañas de conquista que su padre Túpac Yupanqui, iniciara años atrás, hacia los territorios que hoy comprenden el sur del Ecuador.

### Centro histórico de Loja

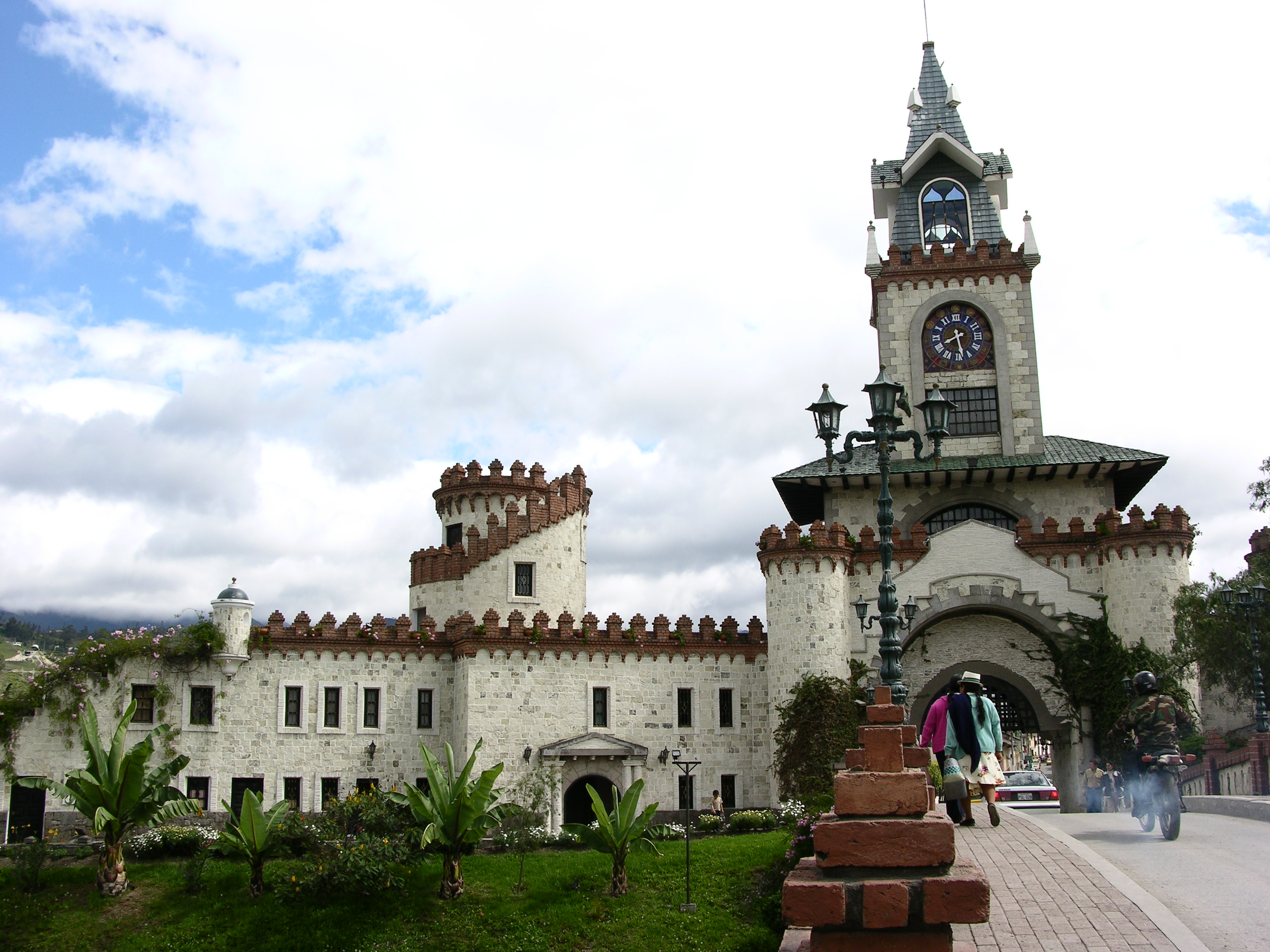
Puerta de la ciudad

Loja, situada en la parte oriental de la provincia de Loja, en el sur del país. Es la capital de la provincia y cantón homónimos. Loja tiene una rica tradición en las artes, y por esta razón es conocida como la Capital Musical y Cultural del Ecuador. La ciudad es la sede de dos universidades importantes: la Universidad Nacional de Loja, fundada en 1859 por el Gobierno Federal de Loja es la Universidad en funciones más antigua del país después de la Universidad Central del Ecuador (Quito) , y la Universidad Técnica Particular de Loja, fundada en 1971, es la tercera en población universitaria.
La ciudad cuenta con grandes atractivos turísticos, debido a su arte y cultura, que la podemos sentir principalmente en su Centro Histórico, sabiendo que también se encuentra rodeada de poblaciones con una rica tradición como Saraguro y Vilcabamba. Es por eso que es catalogada como uno de los principales destinos turísticos de los ecuatorianos y peruanos, para ello cuenta con una infraestructura hotelera que toda ciudad importante necesita para recibir a sus visitantes, siendo la tercera ciudad con mayor número de hoteles de lujo y hostales, de todo el Ecuador después de Quito y Guayaquil.
- Museo del Banco Central

Situado en el Centro Histórico de la ciudad de Loja, junto a la plaza central, es el Museo del Banco Central. Contiene la historia arqueológica, histórica y colonial de la provincia y la ciudad de Loja. Hay siete salas del museo, cada detalle un aspecto diferente de la zona: el hall de entrada, la arqueología, la naturaleza, el período colonial, el siglo XIX, las personas importantes de Loja, y de las artes y la artesanía.
- Museo de Madres Conceptas

Esta se encuentra en un convento del siglo XVII, que pertenecen a la época colonial. El museo conserva sus imágenes, utensilios domésticos, y los instrumentos utilizados por las monjas de auto-flagelación. También alberga una colección de obras de arte religioso colonial.
- Museo de Arqueología

Inaugurado en 2004, el Museo de Arqueología de unas 1.600 casas de los artefactos, muchos de los cuales son del periodo precolombino. Hay tres pisos del museo, organizado por la edad de los artefactos. En la planta primera Paleolítico y Neolítico artefactos y restos de la Cultura Valdivia. La segunda planta contiene artefactos de la Tolita, Jamás Coaque, Bahía, y de las culturas Guajala. Los artículos del tercer piso exhibe desde el Carchi, Imbabura, Panzaleo, Puruhuá, Casholoma, Tacalshapa, Manteña, Tardía, Milagro, Quevedo, Huancavilca, y Inca.
- Museo de Música de la Pío Jaramillo Alvarado Centro Cultural

Situado en la calle Bernardo Valdivieso, en el Centro Histórico, abrió en 2004, el museo alberga exposiciones sobre la historia musical de los compositores y de Loja, de la Renacimiento al avante-garde. La colección abarca casi 200 años de historia, con más de 7.000 partituras musicales y 65 instrumentos en la exhibición.
- Matilde Hidalgo de Procel Museo

El museo, en la planta principal del edificio del Gobierno Provincial de Loja, casas de artefactos de la vida de Matilde Hidalgo, la primera mujer en convertirse en un doctor en medicina en el Ecuador, y también la primera mujer en votar en América Latina.
- Puerta de la Ciudad

La Puerta de la Ciudad, modelo del Escudo de Armas de la ciudad, presentado por el rey Felipe II de España en 1571. La Puerta de la Ciudad está ubicada en la Av. Gran Colombia, cuenta con un museo donde se exhibe galerías que muestran obras de arte contemporáneo Lojano, una cafetería y tienda de regalos. Una vista impresionante del centro de la ciudad se encuentra subiendo la torre del reloj.
Loja contiene un número de iglesias históricas, a bordo de la ciudad del turismo se ha dirigido a la búsqueda de una manera novedosa. Comenzando en la Puerta de la Ciudad, una de las primeras cosas que un turista notará es una franja de color naranja grande pintado en la acera. A raíz de la banda toma el interesado en un recorrido autoguiado de las iglesias principales zonas históricas y de Loja.
- Catedral

La catedral principal, una obra maestra en el estilo colonial, está situada en la plaza central. Es la sede de la Virgen de El Cisne durante sus dos meses de estancia en la ciudad de Loja. Original de adobe, su primera edificación data de los años 1500, en tanto que el edificio actual data de 1838 (edificios anteriores se perdieron debido a los terremotos) La Catedral es una de las iglesias más grandes de Ecuador. Además es la sede de la Diócesis de Loja.
- Iglesia de San Francisco

La pequeña iglesia de San Francisco, casas convento franciscano de la ciudad. La iglesia fue construida en 1548 y reconstruido en 1851. La plaza, situada en el Centro Histórico, cuenta con un monumento a Alonso de Mercadillo, fundador de la ciudad.
- Iglesia de Santo Domingo

La Iglesia de Santo Domingo fue construido en 1557, el edificio entero fue una vez en el estilo gótico, pero después de un terremoto en 1867, sólo las torres gemelas permaneció de pie. La iglesia fue renovado el acabado en el estilo colonial, pero las agujas se quedaron como un recuerdo de la antigua fachada. La iglesia fue pintada y decorada por notables Lojano Fray Enrique Mideros. En la plaza de la iglesia hay un monumento a Manuel Carrión Pinzano, fundador en 1853 del movimiento de federalismo en Loja.
- Iglesia de San Sebastián

En 1660, la ciudad de Loja, fue consagrada a San Sebastián con el fin de evitar la destrucción por los terremotos. La actual iglesia data de 1900. Tal vez el monumento más notable de Loja se encuentra en la Plaza de San Sebastián (también llamada la Plaza de la Independencia) - los 32 metros la torre del reloj conmemora la declaración de independencia de la corona española el 18 de noviembre de 1820. La torre tiene cuatro caras, con relieves de bronce que representan escenas de la historia de la ciudad.
- Los Valles

Loja es una ciudad privilegiada por tener en sus alrededores lugares como los Valles de Malacatos y Vilcabamba a 30 km al sur de la ciudad. Este último sitio es reconocido mundialmente por albergar a personas que sobrepasan los cien años con facilidad. El Valle de Catamayo a 20 minutos de viaje en auto al occidente de la urbe es muy concurrido ya que en este lugar se encuentra el Aeropuerto Camilo Ponce Enríquez y también muchos balnearios. A 60 km al oriente de la capital lojana se encuentra Zamora, un verdadero paraíso lleno de cascadas, balnearios, etc. También a una hora de distancia en auto en dirección al norte de Loja se encuentra Saraguro uno de los pocos lugares del mundo donde sus costumbres Incas se mantienen intactas.

### Latacunga

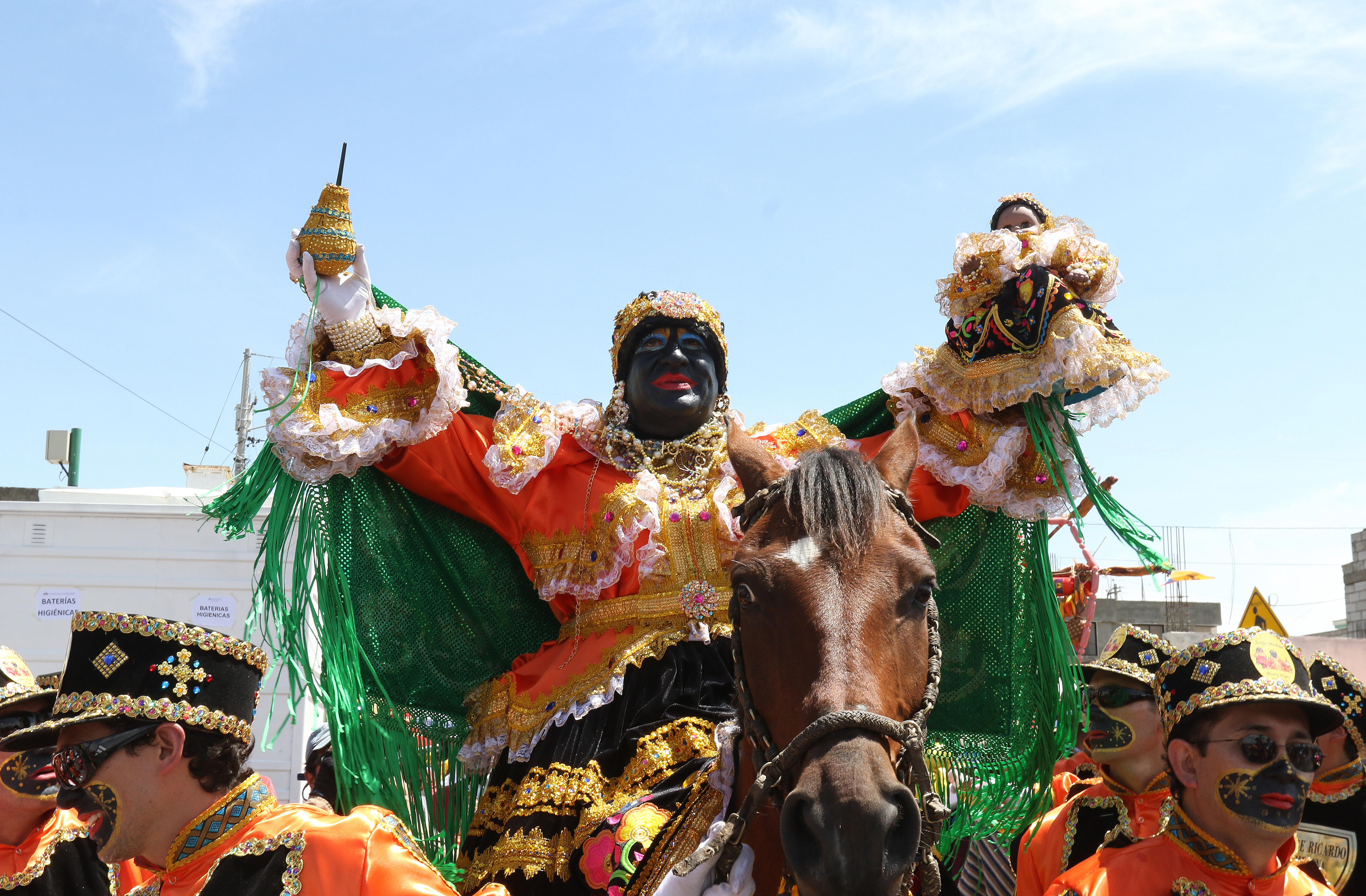
Fiesta de la Mama Negra en Latacunga

Latacunga es la capital de la provincia de Cotopaxi y cabecera cantonal del cantón homónimo. Se encuentra en la Sierra central del país, en las estribaciones de la cordillera de los Andes en Ecuador, cerca del volcán Cotopaxi en la hoya de Patate. Se encuentra a 2750 metros sobre el nivel del mar y tiene una temperatura promedio de 12 grados centígrados. La ciudad de Latacunga ofrece múltiples destinos turísticos de diversa índole (naturaleza, cultura, gastronomía, historia, etc.), dentro de la ciudad y en sus alrededores.
- Catedral: Empezó a construirse a mediados del siglo XVII con una gran nave y crucero con cúpula octogonal es de estilo románico. A fines del siglo XIX se construyó el torreón de arquerías románicas y un remate islámico. En su altar de piedra pómez se aprecian piezas de la imaginería colonial. Se encuentra en las calles: Quito y General Mldonado.[22]

- Iglesia de El Salto: Tiene una nave y torres gemelas, asentada de norte a sur, fue hecha a finales del siglo XIX y terminada a mediados del XX. Se ubica entre las calles: Juan Abel Echeverría y Antonio Clavijo, junto a la plaza de El Salto.[23]

- Iglesia de La Merced: Empezó como capilla en 1640, está construida sobre un plano de Cruz Latina, de una nave con dos cruceros, realza una artística cúpula. En 1949, por el terremoto de Amabato, la torre cayó sobre la puerta principal, siendo reconstruida, pero perdió su estructura original. Se encuentra entre las calles: Juan Abel Echeverría, y Quijano y Ordóñez.[24]

- Iglesia de San Agustín: De influencia neoclásica muestra columnas circulares con capitel jónico con su terminado en cornisa. La piedra pómez sirve para informar de agilidad a las pilastras que soportan los arcos en los dos pisos. En 1820, el convento estuvo ocupado por fuerzas militares españolas, sirviendo de cuartel a una fracción del Batallón "Los Andes". Esta entre las calles Hermanas Páez y Quito.[25]

- Iglesia de San Francisco: Su construcción empezó en 1600 y culminó en 1693, pero en 1698 la iglesia quedó en ruinas por el terremoto. Está ubicada en la calle General Manuel Maldonado y Quijano y Ordóñez.

- Iglesia de San Sebastián: Se ubica en la calle Josefa Calixto, entre Juan Abel Echeverría e Isla San Bartolomé.

- Molinos de Monserrat: construidos en 1756, como un obraje colonial, actualmente constituye un centro cultural múltiple, en sus instalaciones se halla el Museo Arqueológico (con reliquias culturales preincásicas) el Museo Folklórico (indumentaria, instrumentos y conjuntos referentes a diferentes manifestaciones de la cultura popular). Y la instalación de la pinacoteca con obras de Tabara, Guerrera, Guayasamin, Román

- Palacio municipal: edificio oficial, sede del ayuntamiento, construido entre 1910 y 1936 en piedra pómez con influencia dórica y elementos corintios con decoraciones murales que reflejan eventos patrióticos.

- Casa de los Marqueses de Miraflores: construida en la primera mitad del siglo XVIII, entre sus varios propietarios destaca el latacungueño Ignacio Flores, Marqués de Miraflores y Presidente de la Real Audiencia de Charcas (hoy Bolivia) en 1782. En su construcción se aprecian bóvedas talladas en piedra pómez con hermosos arabescos y mudéjares. En la actualidad funciona el Departamento de Cultura y Relaciones Públicas del Cabildo, pequeños museos folklóricos, cívicos e históricos y biblioteca “Simón Bolívar”.

- Hacienda de Tilipulo: originalmente construida como un obraje de explotación comunitaria en 1540 actualmente es una instalación arquitectónica con influencias religiosas que resumen varios aspectos de la historia local.
- Fiesta de la Mama Negra: Esta fiesta se lleva a cabo a finales de septiembre, los días 23 y 24, día del equinoccio de otoño, y que la Iglesia Católica conmemora a la Virgen de la Merced; además se celebra por las fiestas de independencia de la ciudad, el 11 de noviembre. Es un sincretismo religioso que goza de mucho colorido, alegría y desorden público, pues los miles de turistas nacionales y extranjeros que llegan a esta gran fiesta no sólo deleitan sus sentidos con la música, los disfraces y el baile de las comparsas que conforman este festejo, sino del licor que es repartido a cuantos lo pidan. Pese a este detalle, la fiesta se vive como la representatividad del puro folclor nacional.

## Playas

### Salinas

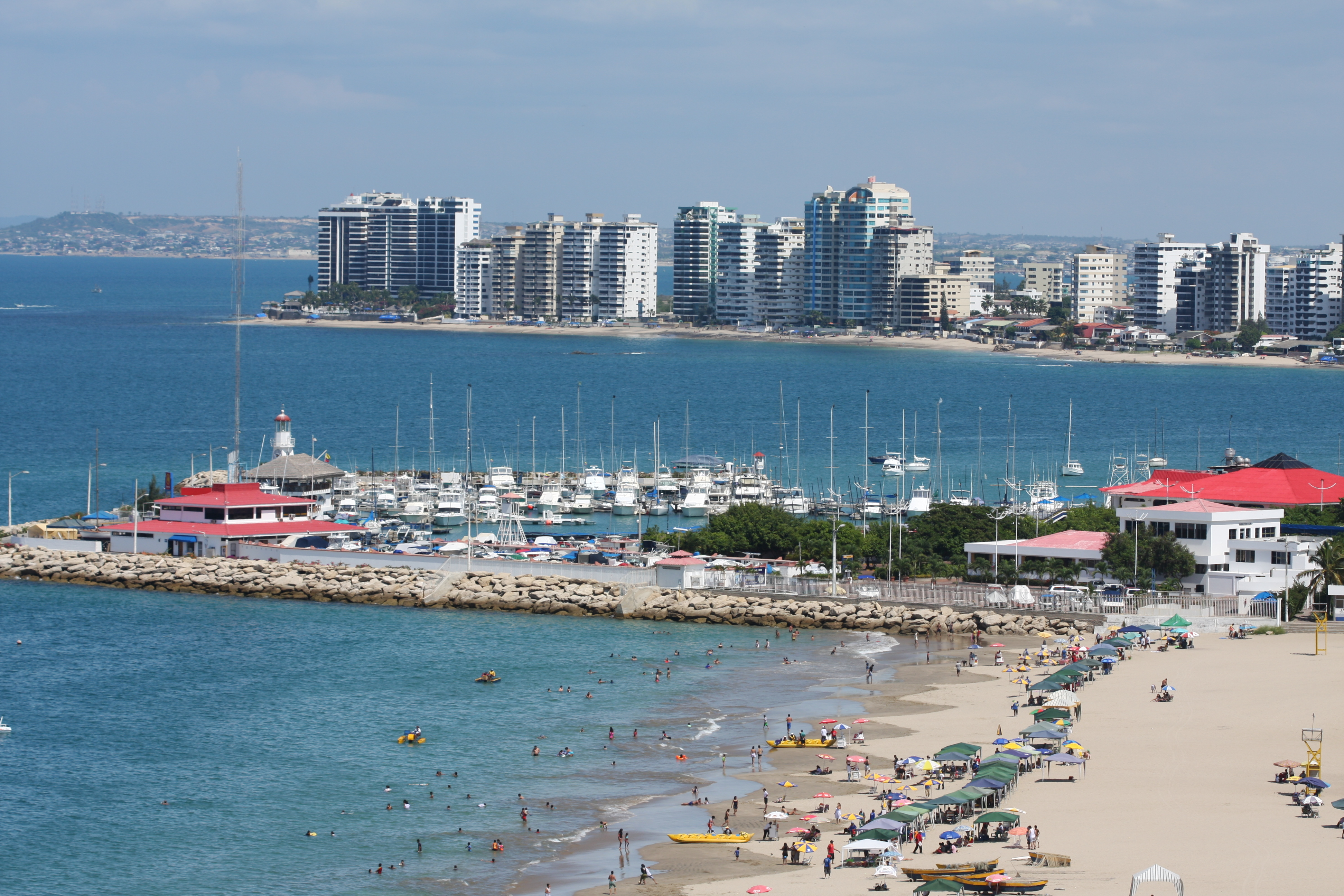
Playa de Chipipe en Salinas

Salinas es una ciudad, de la Provincia de Santa Elena. Es la cabecera cantonal del Cantón Salinas. Tiene una población de 34 719 habitantes y su superficie urbana se divide en 4 parroquias. Está ubicada al extremo occidental de la provincia y del territorio continental del país; formando parte del conglomerado urbano de la puntilla de Santa Elena, junto con La Libertad, Santa Elena, José Luis Tamayo y Ballenita.
La ciudad es considerada el balneario más importante, popular y visitado del Ecuador, por sus hermosas y acogedoras playas, hoteles de primera categoría, clubes, bares, discotecas y centros deportivos para el turista. Entre los atractivos turísticos de Salinas se destacan:
- Playa de Chipipe: Es la playa más ancha, conocida y segura de la zona, posee escasas olas por lo que es recomendable para niños y personas inexpertas. Sus tranquilas aguas azules, las aves, la playa y los altos edificios a su lado hacen del lugar un paisaje muy atractivo. En el medio de la playa se encuentra el "Salinas Yacht Club".[26]

- Playa de San Lorenzo: Esta playa ofrece olas grandes, por lo que es ideal para la práctica del surf, Aquí hay una variedad de artesanías y actividad pesquera. En esta playa hay numerosos cangrejos que, al acercarse una persona, se ocultan en agujeros hechos en la arena por ellos mismo.[27]

- Playa de Mar Bravo: En esta playa está prohibido bañarse, porque sus aguas son muy peligrosas. Las puestas de sol son el atractivo principal del lugar.[28]

- La Chocolatera: Está ubicada en la Base Naval de Salinas. Es el extremo occidental de la ciudad, el cantón, la provincia y del territorio continental del país; además es el segundo punto más occidental de Sudamérica. Se llama Chocolatera por la forma en que las olas revientan en las cuevas existentes, formando espuma y vapor como una taza de chocolate. Cuenta con una colonia de 20 lobos marinos y un faro.[29]

- Las piscinas de Ecuasal: Son pozos de sal que dan el nombre de Salinas a la ciudad. Aquí se puede observar el proceso de extracción de la sal y 116 especies de aves del lugar, algunas migratorias.

### Montañita

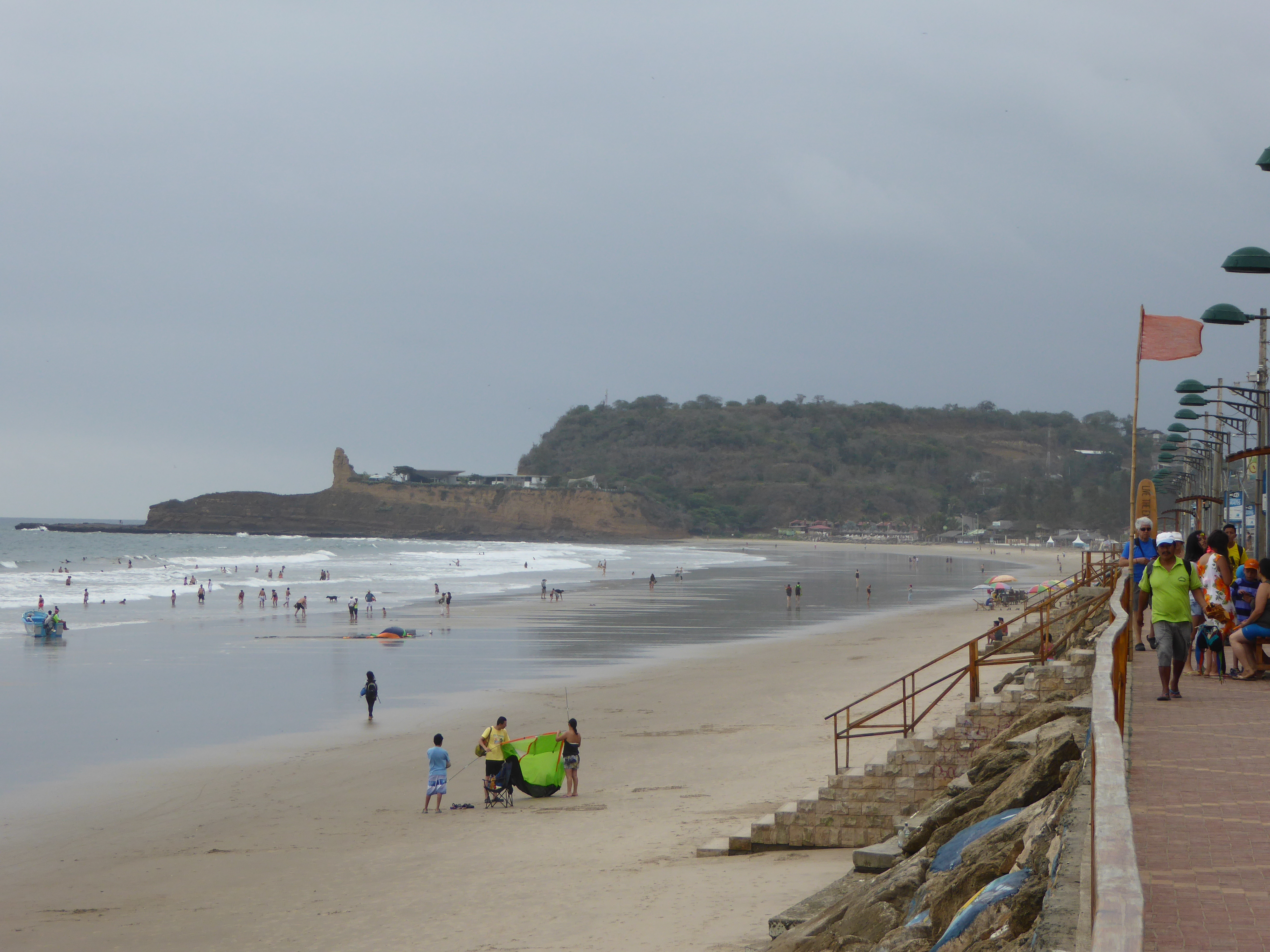
Montañita

Montañita, ubicada en la costa de Ecuador, es un destino turístico muy popular gracias a su combinación de olas de clase mundial para surfear, un ambiente bohemio y relajado, y una vibrante vida nocturna. Es conocida como uno de los mejores lugares en Sudamérica para el surf, atrayendo tanto a principiantes como a profesionales por sus olas consistentes y escuelas de surf accesibles. Más allá de las olas, sus hermosas playas de arena dorada y aguas cristalinas son ideales para relajarse, nadar y disfrutar de deportes acuáticos, ofreciendo vistas impresionantes, especialmente al atardecer.
Además de su atractivo costero, Montañita se distingue por su atmósfera abierta que atrae a viajeros de todo el mundo. Las calles del pueblo están llenas de bares, restaurantes, tiendas de artesanía y cafeterías, creando un ambiente animado pero a la vez despreocupado. Su vida nocturna es famosa, con fiestas, música en vivo y discotecas donde los visitantes pueden bailar hasta el amanecer. Esta mezcla de culturas y la facilidad para conocer gente nueva contribuyen a una experiencia socialmente enriquecedora.

### Atacames

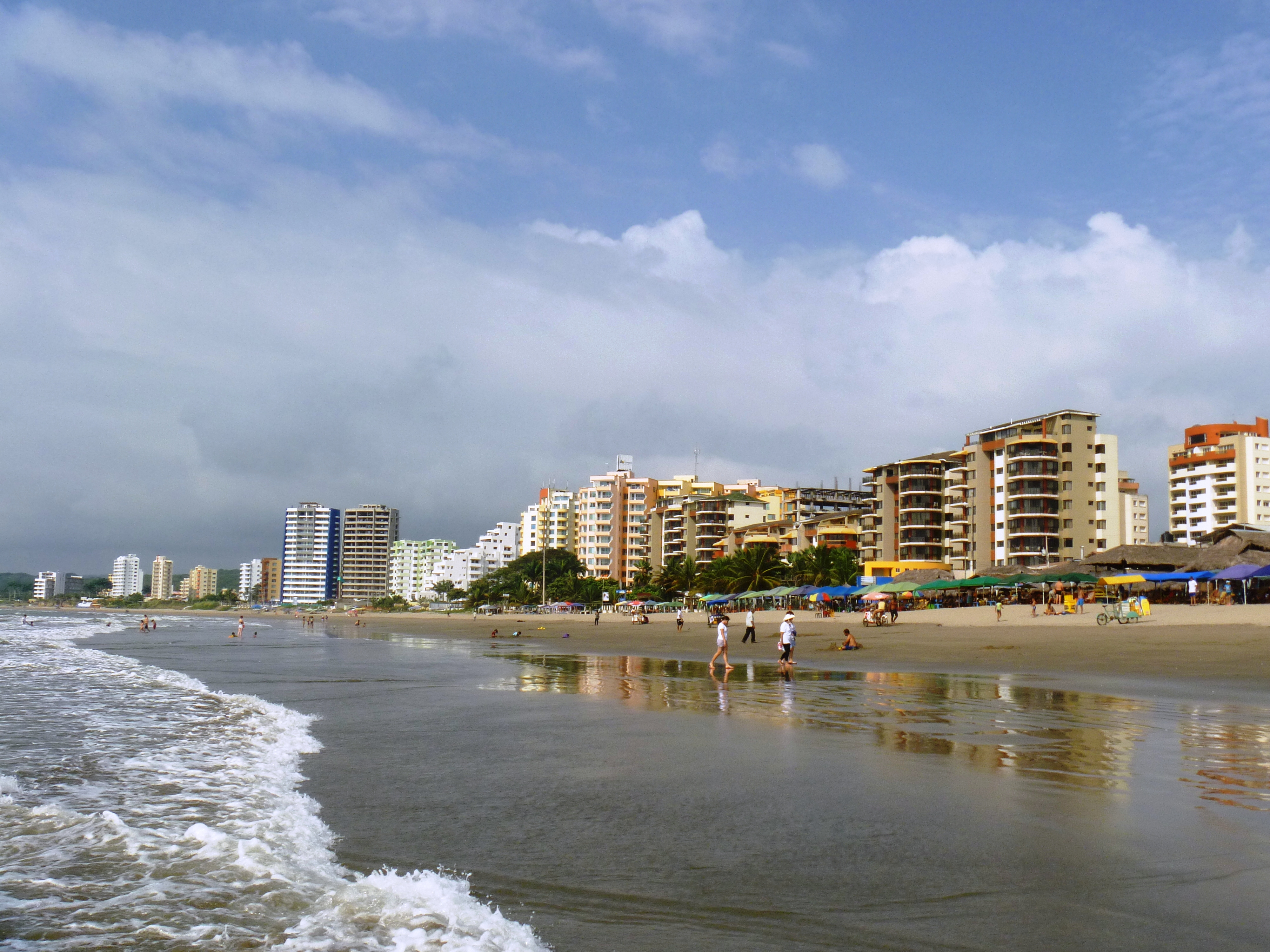
Tonsupa, parroquia del cantón Atacames.

Atacames es la playa natural más grande del Ecuador y la más cercana a Quito; por lo que la mayoría de los habitantes de esta ciudad hacen de este balneario uno de los más concurridos y populares del país.
Atacames y sus alrededores ofrecen al turista amplias franjas de playa de arena gris, de varios kilómetros de extensión con marea baja, lo que permite un agradable ambiente para practicar deportes de arena o acuáticos, sobre todo el popular surf.
Las excursiones a lugares aledaños son asimismo muy populares entre los turistas. Destaca la observación de ballenas jorobadas durante los meses de verano, y la visita a bosques y manglares. La Isla de los Pájaros es un paraíso para los amantes de las aves pues estos animales se encuentran en estado salvaje. Cerca de Súa se puede observar un pequeño zoológico con especies animales locales, y en el propio pueblo atacameño se encuentran un pequeño museo y un acuario. El acuario marino La vida del mar, ubicado en el malecón de la cabecera cantonal, muestra varias especies propias de la plataforma continental ecuatoriana.
Tonsupa, con sus modernas y elegantes torres de residencia turística, y varios hoteles de primera clase como Makana Resort, es un destino que ha cobrado auge en la última década entre las clases media alta y alta del norte de la sierra, sobre todo de Quito. De igual manera Same, en donde se encuentra el exclusivo Club CasaBlanca, que le confiere al paisaje playero de esa parroquia un pintoresco estilo mediterráneo.
Para llegar a Atacames se puede acceder por la moderna Autopista del Sol, tramo Esmeraldas, que comunica con la vía a Quito.
Un aspecto interesante para los turistas es utilizar como medios de transporte los populares mototaxis para desplazarse entre comarcas.
En la gastronomía destacan los mariscos y los productos marinos en general. Muy solicitados son el popular encocado de pescado, el ceviche de camarones, el tradicional ceviche de concha y la corvina apanada, así como también un innumerable buffet de platillos elaborados con productos propios del sector.

### Manta

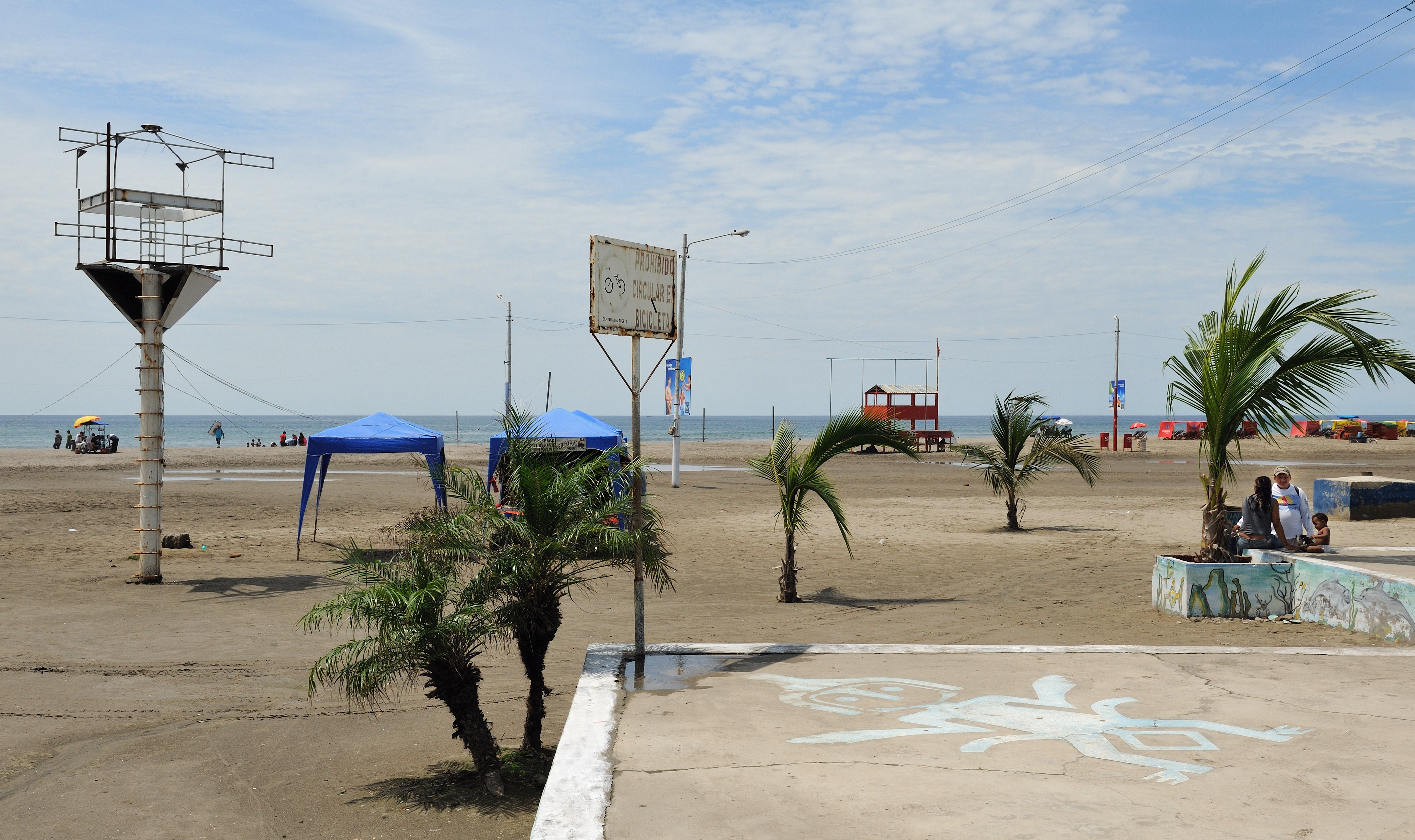
Playa "El Murciélago" en Manta

Manta es visitada anualmente por turistas tanto extranjeros como nacionales. Sus playas más frecuentadas son "Los Esteros", "Tarqui", "El Murciélago", "Barbasquillo", "San Lorenzo" y "Santa Marianita", "Liguiqui", "La Tiñosa" y "Piedra Larga".
Manta es conocida en el Ecuador por la vida nocturna de sus malecones del Murciélago y de Tarqui y más que nada la "zona rosa" como se le conoce a la calle "Flavio Reyes" y también en el lugar de reciente y creciente movimiento: "Plaza del Sol"; en todos estos lugares encontramos variados restaurantes y diversos sitios de diversión como karaokes, discotecas y bares.
Destaca la amabilidad y hospitalidad de su gente, lo que hace que este Cantón de la provincia de Manabí sea el preferido tanto por locales como extranjeros. Manta es conocida como el primer puerto atunero del mundo. Y como uno de los principales puertos de paso de cruceros de la costa americana del Pacífico.
El Aeropuerto Internacional Eloy Alfaro une a Manta con Quito y Guayaquil.

### Bahía de Caráquez

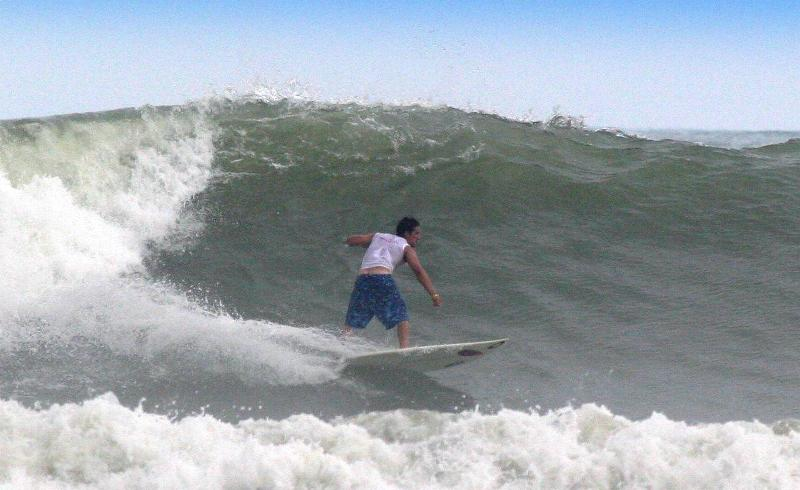
Surfing en las playas de Bahía de Caráquez (Punta "La Bellaca")

Es una ciudad de la región geográfica costanera perteneciente al cantón Sucre, en la jurisdicción de la provincia de Manabi. Está situada en la desembocadura del Río Chone, y posee una reconocida infraestructura turística que la ubica como cabecera cantonal. La ciudad se encuentra a una hora al norte de la ciudad de Manta y en la era precolombina fue sede de la antigua ciudad indígena de Carán. Cruzando la bahía se encuentra la población de San Vicente. Esta travesía es muy pintoresca y se la puede realizar ya sea en una canoa de pasajeros, en una gabarra o en el puente que une a las dos poblaciones. Bahía es un lugar turístico, la delincuencia es mínima. Bahía es una de las playas más exclusivas del Ecuador. Mucha gente, especialmente de la ciudad capital, Quito, vacacionan allí.
Actualmente Bahía de Caráquez se ha convertido en un hermoso fondeadero de veleros internacionales, que buscando seguridad, tranquilidad y facilidades turísticas, han encontrado en esta ciudad un punto ideal para el descanso. La bahía por tener aguas tranquilas es ideal para la práctica de todo deporte acuático. También es una ciudad que cuenta con hermosas playas muy cercanas como Canoa y La Bellaca, que son muy visitadas por los amantes del surfing.
El clima de Bahía de Caráquez es primaveral durante todo el año, su temperatura fluctúa entre los 24 y 30 °C.

### Esmeraldas

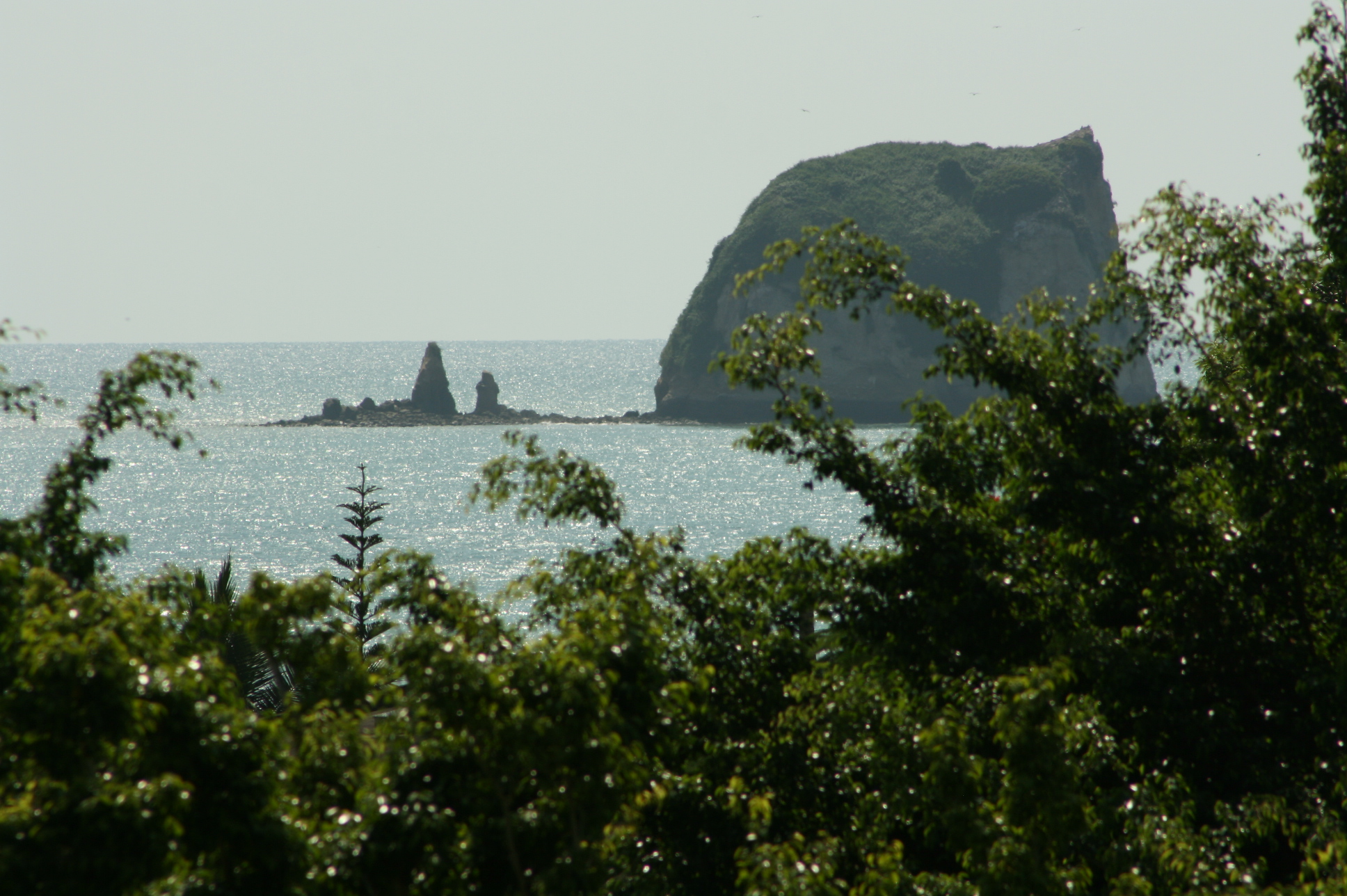
Peñón de Súa en Esmeraldas

Esmeraldas es una ciudad capital de la Provincia de Esmeraldas, en la zona noroccidental del territorio ecuatoriano a 318 km de Quito. La playa de la ciudad de Esmeraldas es hermosa y tiene fines de semana con atención culinaria, vida nocturna y bastante diversión.
Playas, Selvas Vírgenes, Indígenas Cayapas, Marimba y Danza afro-ecuatoriana, zona arqueológica La Tolita, Islas, flora y fauna.
Cerca de esta pequeña ciudad que limita al norte con la frontera colombiana y al oeste con el Océano Pacífico, existen playas que no están más allá de los 30 km de distancia y que cuentan con la infraestructura hotelera que satisfacen los exigentes gustos de los turistas. Hacia el suroeste, a 11 km, Same se levanta en medio de palmeras y aguas cristalinas.
Para el paladar se prueba el "encocado de pescado", preparado con jugo de coco, muy popular entre moradores y viajeros. Otros platos típicos son: el tapao, a base de pescado y plátano, patacones, empanadas, bolas y bolones de verde, también con plátano como base.

### Playas

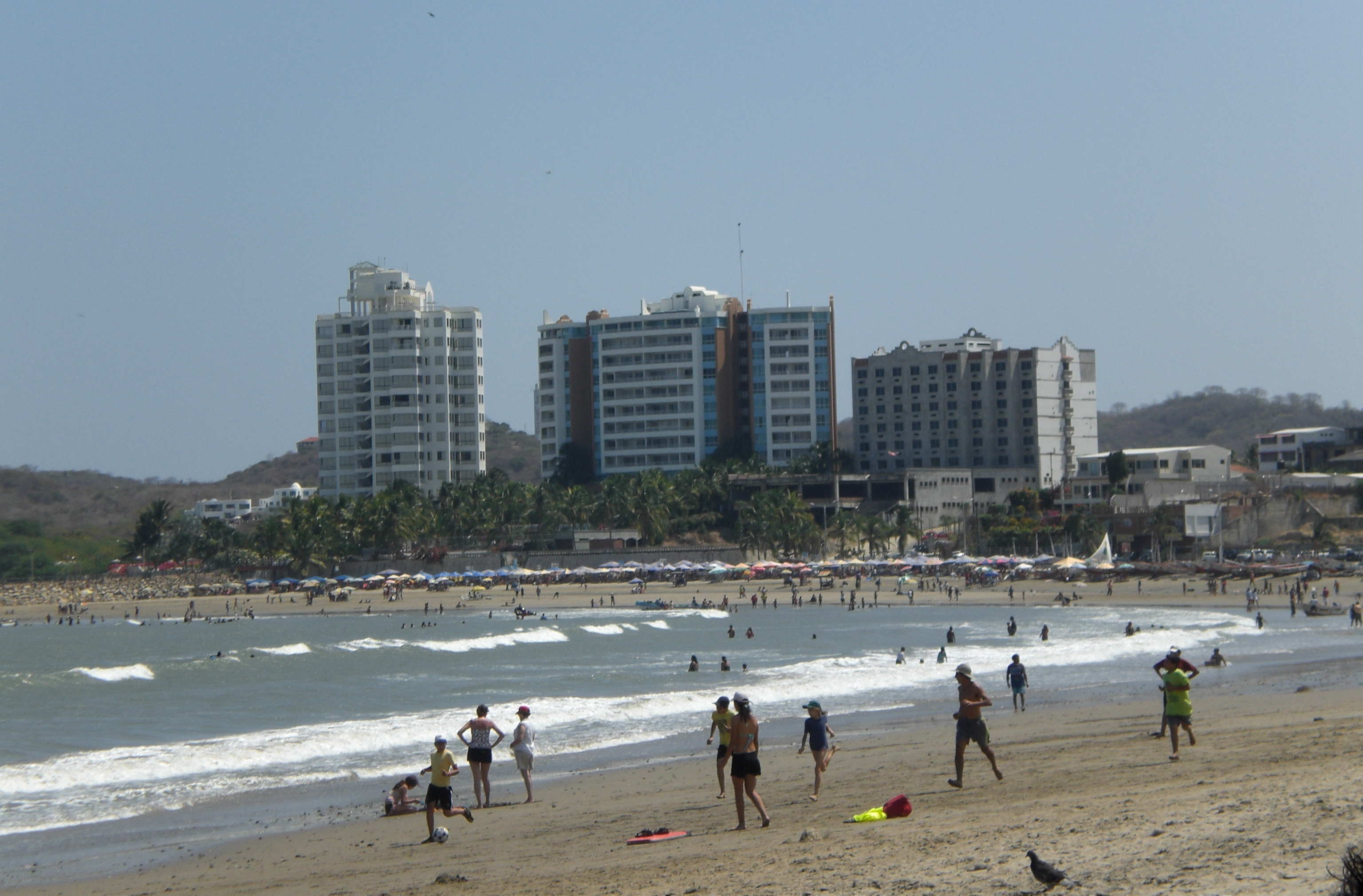
Vista de la playa de la ciudad

Playas es una ciudad de la provincia de Guayas, situada en el sudoeste del país, a orillas del Océano Pacífico, a unos 96 kilómetros de la ciudad de Guayaquil. Su población es de 34,409 habitantes hasta el año(2010), aunque esta cifra aumenta en invierno por la presencia de turistas, debido a su condición de balneario. Es la cabecera cantonal del cantón Playas.
Desde su fundación, Playas fue un importante puerto para pescadores, condición que mantiene hasta la actualidad. A comienzos del siglo XX, la inversión de personas con cierto poder político de Guayaquil, impulsó el proyecto de convertir a Playas en un balneario. Para 1910, Playas se constituyó como parroquia y finalmente en 1989 alcanzó su separación del cantón Guayaquil y cantonización.
Después de la creación de la provincia de Santa Elena en el 2007, la ciudad de Playas se constituyó como el único balneario de provincia del Guayas, lo cual proporcionó una mejor inversión sobre esta ciudad en su infraestructura turística.
Sin lugar a dudas los mejores atractivos lo constituyen sus extensas playas, que cuentan con una excelente infraestructura hotelera y de servicios que hacen de lo más agradable la visita y estadía de miles de turistas ecuatorianos y extranjeros, que semana a semana visitan esta ciudad.
- Playa Rosada, situada cerca del faro, es un sitio apacible para los bañistas y especial para excursiones.
- También puede ir a visitar el hermoso Santuario de la Virgen de la Roca.
- Cerca del club Casa Blanca, se puede observar pelícanos y otras aves del sector.
- Punta El Pelado, en la vía al recinto Engabao, es una agradable y tranquila playa ideal para caminatas y campamentos, con deliciosa comida típica.
- La cabalgata a caballo por sus hermosas playas es uno de sus principales atractivos.
- La casa de don Víctor Estrada es un verdadero relicario del pasado histórico y cultural.

En este cantón existen una gran cantidad de platos típicos que hacen de la visita a Playas una verdadera delicia gastronómica. Entre lo más apetecidos están una buena variedad de cebiches de langosta, langostino, camarón, concha, pescado, pulpo o mixtos, arroz marinero, pescados enteros al carbón, encebollado de albacora, ostra asada y hamburguesas de aves

## Política Pública “Turismo Accesible”
El  Plan Nacional  de  Turismo se concibió en  el  marco de inclusión y sostenibilidad, con miras a contribuir al cumplimiento de los Objetivos y Metas de Desarrollo Sostenible  2030. En la  participación  dentro del Foro de Desarrollo Sostenible de los países de América Latina y el Caribe, el Ecuador asumió como compromiso el cumplimiento de las metas del objetivo. “Reducción de las Desigualdades” que, en general, propone  como prioritario garantizar igualdad  de condiciones a aquellas  personas  que se encuentran  entre los  grupos vulnerables, como son: personas con discapacidad, mujeres, adolescentes, niños y niñas, adultos mayores y personas LGBTI.
El trabajo realizado permitió establecer los lineamientos para la política pública, es decir está construida con base en las necesidades identificadas en territorio.
- Sensibilización y capacitación.- Se busca romper barreras actitudinales y dar a conocer la importancia de eliminar barreras estructurales para el disfrute de un turismo para todos en igualdad de condiciones. Las modalidades son virtual y presencial y se brindan temáticas relacionadas al turismo, accesibilidad y discapacidad. La modalidad presencial son gratuitas, dictadas por personal de MINTUR, CONADIS y FENEIDF.
- Identificación de establecimientos turísticos accesibles.- Para lo que se levantó una ficha de evaluación que cuenta con parámetros de accesibilidad basado en normas INEN.  Esta herramienta ha sido aplicada en campo a nivel nacional, lo que permitió levantar un catastro turístico de aprox. 300 establecimientos turísticos accesibles.
- Identificación de atractivos turísticos accesibles.- Es un trabajo similar al detallado en el punto anterior, la ficha evalúa parámetros de accesibilidad en atractivos turísticos.  En el trabajo se incluye a MAE,GADs, administradores públicos y privados; se busca una articulación integral.
- Levantamiento de circuitos turísticos accesibles.- Con la información levantada a nivel de establecimientos y atractivos accesibles, se elaboró circuitos turísticos; hasta el momento 12 en las tres regiones continentales del Ecuador.
- Generación de material informativo y promocional.-  Se cuenta con varios videos de destinos turísticos accesibles que se difunde a nivel nacional e internacional. Además, de pautas para la atención a turistas con discapacidad.
- Apoyo a iniciativas privadas.- Se ha coordinado acciones con federaciones y emprendedores con discapacidad, para analizar la factibilidad de proyectos accesibles.

## Otros sitios

### Salinas de Guaranda
Salinas de Guaranda un pueblo enclavado las estribaciones de la Coordillera de los Andes (rama occidental). Hasta inicio de los años 70 fue una tierra olvidada de las autoridades nacionales y atravesaba una situación de pobreza y desigualdad típica de los pueblos rurales del interior del Ecuador. 
A mediados de los años 70 inicia un proceso de desarrollo local en base al trabajo cooperativo de sus habitantes y al permanente apoyo de voluntarios nacionales y extranjeros. A partir de los años 90 sus micro empresas comunitarias se posesionan a nivel nacional con productos diferenciados y de buena calidad como: quesos, chocolates, artesanías, plantas medicinales, hongos deshidratados que se comercializan con la marca El Salinerito. 
Hoy en día es uno de los destinos turísticos más importantes de la provincia Bolívar luego del Santuario de El Huayco especialmente por las ferias y eventos que se desarrollan en los feriados nacionales como son: Día de Reyes (6 de enero), Carnaval, Fiestas de Mayo (29 de mayo), Festival del Queso y la Cultura Andina (Feriado de los Difuntos).
A Salinas se puede visitar directamente siguiendo la vía Guaranda - Ambato  hasta llegar al desvío de Cuatro Esquinas o también se puede contactar con los Guías de Turismo Locales quienes puede organizar una agenda de visitas, charlas informativas, degustaciones, caminatas, actividades de recreación.